# Medvěd grizzly
Medvěd grizzly (Ursus arctos horribilis) známý také jako medvěd hnědý severoamerický nebo jednoduše grizzly, je populace nebo poddruh medvěda hnědého obývající Severní Ameriku.
Kromě pevninského grizzlyho (Ursus arctos horribilis) jsou jako medvědi grizzly někdy označovány i další morfologické formy medvěda hnědého v Severní Americe. Patří k nim tři žijící populace – medvěd kodiak (U. a. middendorffi), medvěd kamčatský (U. a. beringianus) a medvěd aljašský (U. a. gyas) – a také vyhynulý medvěd kalifornský (U. a. californicus†), medvěd mexický (dříve U. a. nelsoni†) a medvěd ungavský (dříve U. a. ungavaesis†). V průměru bývají medvědi grizzly v blízkosti pobřeží větší, zatímco ve vnitrozemí menší.
Medvěd ussurijský (U. a. lasiotus), obývající Rusko, severní Čínu, Japonsko a Koreu, je někdy označován jako „černý grizzly“, ačkoli není severoamerickým medvědům hnědým příbuznější než ostatní poddruhy medvěda hnědého po celém světě.

## Klasifikace

### Význam slova grizzly
Meriwether Lewis a William Clark jej poprvé popsali anglickým slovem grisley, což lze interpretovat buď jako grizzly (tj. grizzled – tj. šedovlasý), nebo jako grisly („vzbuzující strach“, dnes obvykle „hrůzostrašný“). Moderní anglický pravopis předpokládá první význam; i tak jej přírodovědec George Ord v roce 1815 oficiálně klasifikoval jako U. horribilis.

### Evoluce a genetika

#### Fylogenetika
Klasifikace byla revidována podle genetických linií. Existují dvě morfologické formy druhu Ursus arctos: grizzly a pobřežní medvěd hnědý, ale tyto morfologické formy nemají odlišné linie mtDNA.

#### Ursus arctos
Medvěd hnědý pochází z Eurasie a do Severní Ameriky se dostal přibližně před 50 000 lety, přičemž do přilehlých Spojených států se rozšířil přibližně před 13 000 lety. V roce 2018 byl sekvenován genom medvěda grizzlyho a bylo zjištěno, že jeho délka činí 2 328,64 Mb (mega-bázových párů) a obsahuje 30 387 genů.
V 19. století byl medvěd grizzly klasifikován jako 86 samostatných druhů. Z důvodů odlišných klasifikačních kritérií se v roce 1928 tento počet snížil na sedm druhů a v roce 1953 zůstal už celosvětově jen jeden druh. Moderní genetické testy však ukazují, že grizzly je poddruh medvěda hnědého (Ursus arctos). Biolog R. L. Rausch zjistil, že v Severní Americe žije pouze jeden druh grizzlyho. Všude se tedy jedná o „medvěda hnědého“  s tím, že v Severní Americe jde o poddruh "grizzly" (ale stále druh Ursus arctos).

#### Poddruhy v Severní Americe
V roce 1963 snížil Rausch počet severoamerických poddruhů na jeden, Ursus arctos middendorffi.
Pro získání přesné nové taxonomie s různými poddruhy je nutné další testování chromozomů Y.
Pobřežní grizzlyové, často označovaní populárním, ale geograficky nadbytečným synonymem „medvěd hnědý“ nebo „medvěd aljašský“, jsou větší a tmavší než vnitrozemští grizzlyové, proto byli také považováni za jiný druh než grizzlyové. Grizzlyové kodiaci byli svého času také považováni za odlišné druhy. Proto svého času existovalo pět různých „druhů“ medvěda hnědého, z toho tři v Severní Americe.

## Vzhled

### Velikost

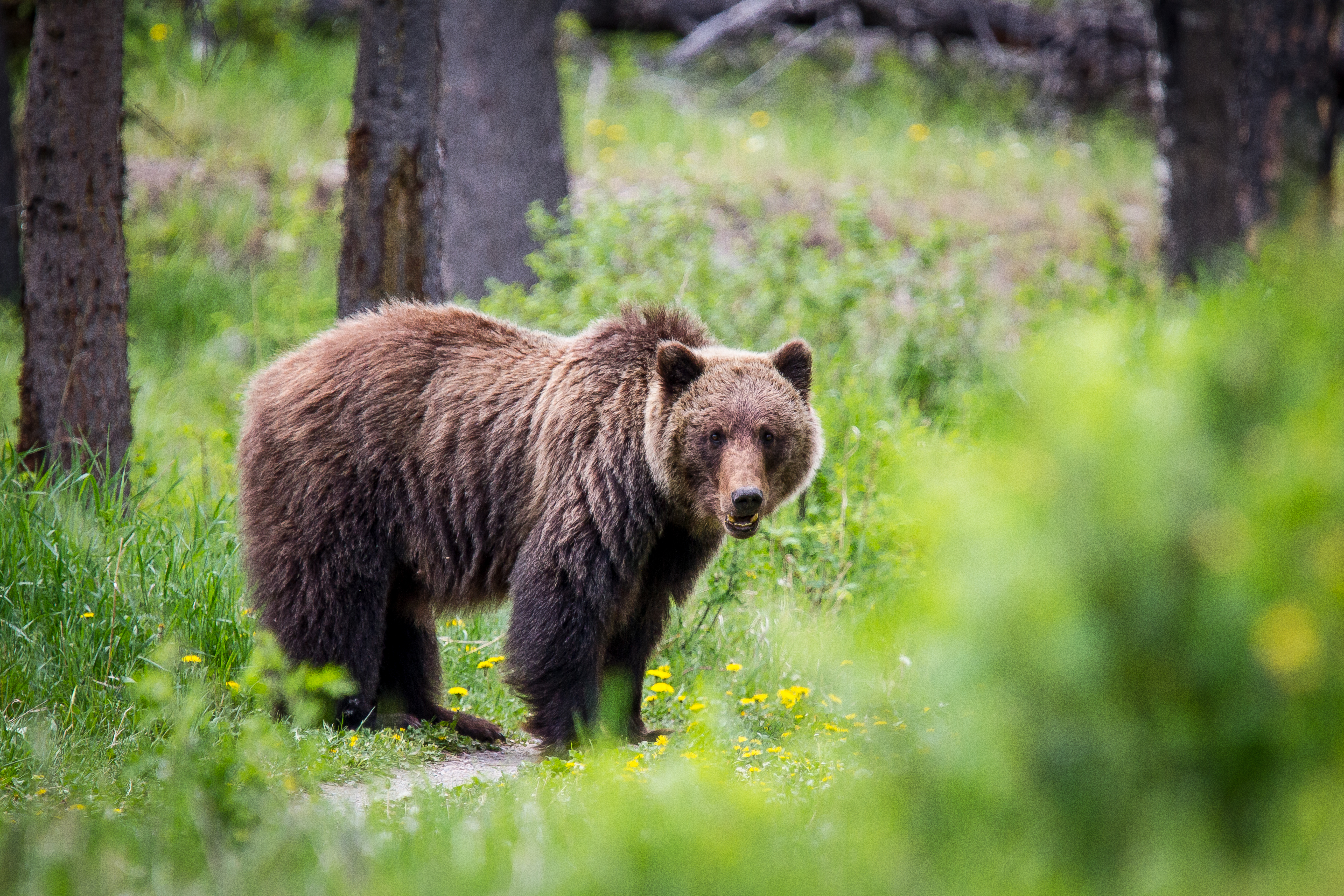
Grizzly potulující se v zalesněné oblasti poblíž Jasper Townsite v národním parku Jasper v kanadské Albertě.

Medvědi grizzly patří k největším poddruhům medvěda hnědého, předčí jej pouze medvěd kamčatský a medvěd kodiak. Velikost medvědů grizzly se liší v závislosti na době a populaci.
Největší populaci tvoří pobřežní grizzlyové na Aljašském poloostrově, jejichž samci váží 389 kg a samice 207 kg.
Populace v severním vnitrozemí Kanady jsou mnohem menší, samci váží 139 kilogramů a samice 95 kilogramů, což je vlastně podobné jako u populace medvědů baribalů v této oblasti.
Průměrná celková délka se u tohoto poddruhu pohybuje mezi 198 až 240 cm, průměrná kohoutková výška je 102 cm a délka pat 28 cm. Novorozená mláďata mohou vážit méně než 500 g.

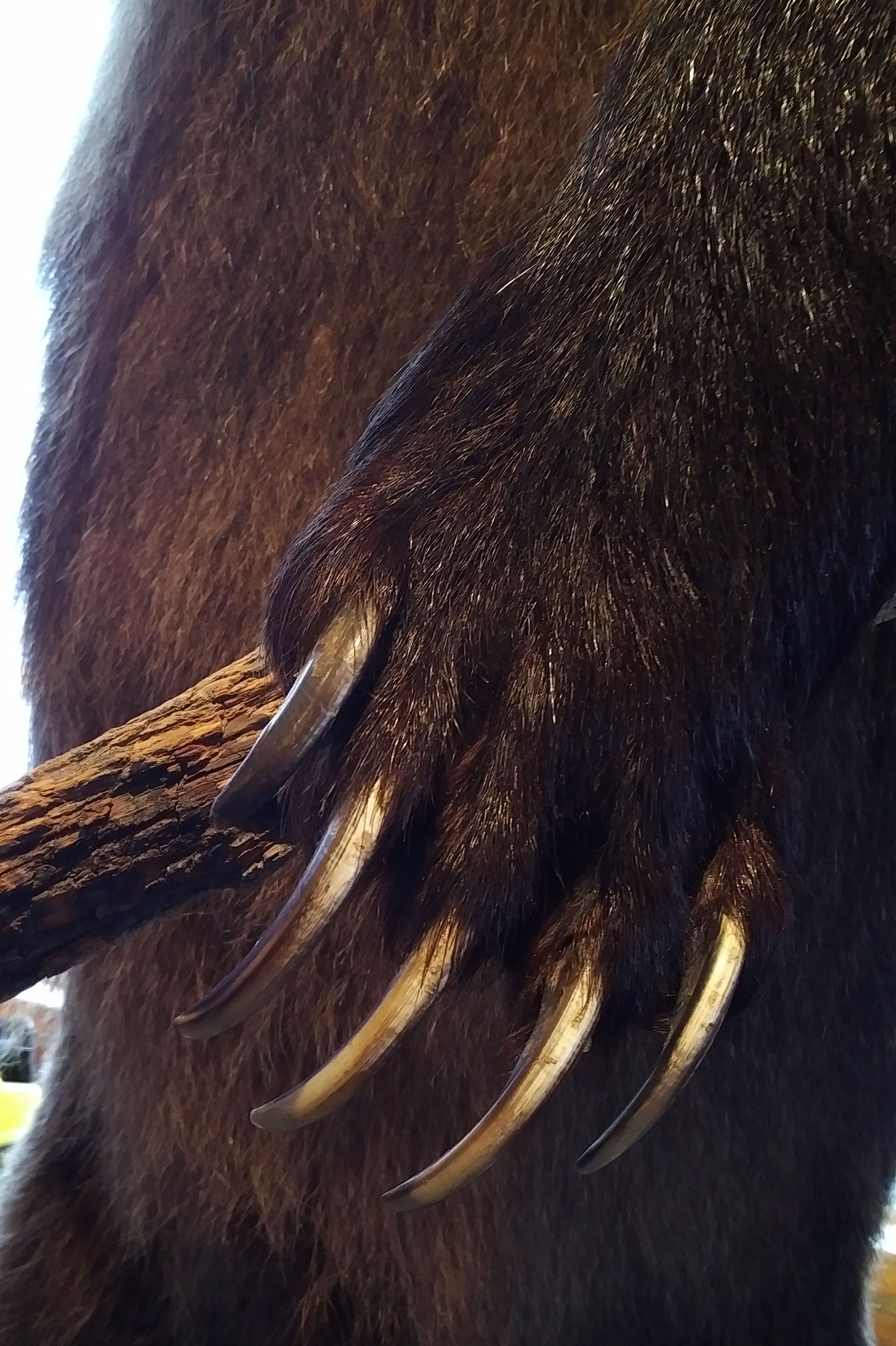
Drápy grizzlyho jsou delší než drápy medvěda baribala a jsou uzpůsobeny k hrabání.

### Charakteristika
Ačkoli je medvěd grizzly různě zbarvený, od světlé až po téměř černou, jeho srst je obvykle hnědá s tmavšími končetinami a na bocích a hřbetě má běžně bílou nebo světlou srst.
Medvědi grizzly se svým areálem výskytu překrývají s baribaly, ale existuje řada faktorů, které je od sebe odlišují:
- Na ramenou dospělých grizzlyů se objevuje výrazný svalovinový hrb, baribalové tento hrb nemají.
- Kromě charakteristického hrbu lze medvěda grizzlyho poznat podle „vykrojeného“ profilu obličeje s krátkýma, zakulacenýma ušima, zatímco baribal má rovný profil obličeje a delší uši
- Medvěda grizzlyho lze také poznat podle jeho hýždí, které jsou nižší než ramena; hýždě baribala jsou vyšší než ramena.
- Drápy na předních nohou medvěda grizzlyho měří na délku asi 51–102 mm; drápy baribala měří na délku asi 25–51 mm.

## Výskyt

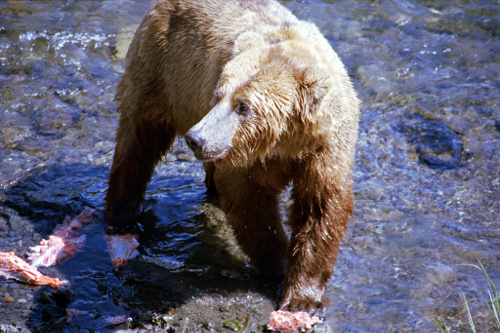
Aljašský grizzly v národním parku Katmai s částečně snědeným lososem – hlava, kůže a podkožní vazivo jsou snědeny, aby medvěd získal co nejvíce tuku.

V Severní Americe se medvědi grizzly dříve vyskytovali od Aljašky až po Mexiko a na východě až po západní břehy Hudsonova zálivu; nyní se vyskytují na Aljašce, jižně ve velké části západní Kanady a v některých částech severozápadu Spojených států (včetně Washingtonu, Idaha, Montany a Wyomingu) až po Yellowstonský národní park a národní park Grand Teton. V Kanadě žije přibližně 25 000 medvědů grizzly, kteří obývají Britskou Kolumbii, Albertu, Yukon, Severozápadní teritoria, Nunavut a severní část Manitoby.
Článek publikovaný v roce 1954 naznačuje, že se mohou vyskytovat v tundrových oblastech Ungavského poloostrova a v severním cípu Labrador-Québecu. v Britské Kolumbii obývají medvědi grizzly přibližně 90 % svého původního území. V době příchodu evropských osadníků žilo v Britské Kolumbii přibližně 25 000 medvědů grizzly, od té doby se však početnost populace výrazně snížila v důsledku lovu a ztráty životního prostředí. V roce 2008 se odhadovalo, že zde žije 16 000 medvědů grizzly. Revidovaný počet medvědů grizzly v roce 2012 činil pro Britskou Kolumbii 15 075. Odhady populace pro Britskou Kolumbii jsou založeny na zachycených chomáčích srsti, inventarizaci na základě DNA, mark-and-recapture a na zdokonaleném modelu vícenásobné regrese. V roce 2003 spatřili vědci z Albertské univerzity grizzlyho na Melvillově ostrově ve vysoké Arktidě, což je nejseverněji položené pozorování, jaké kdy bylo zdokumentováno.

### Populace

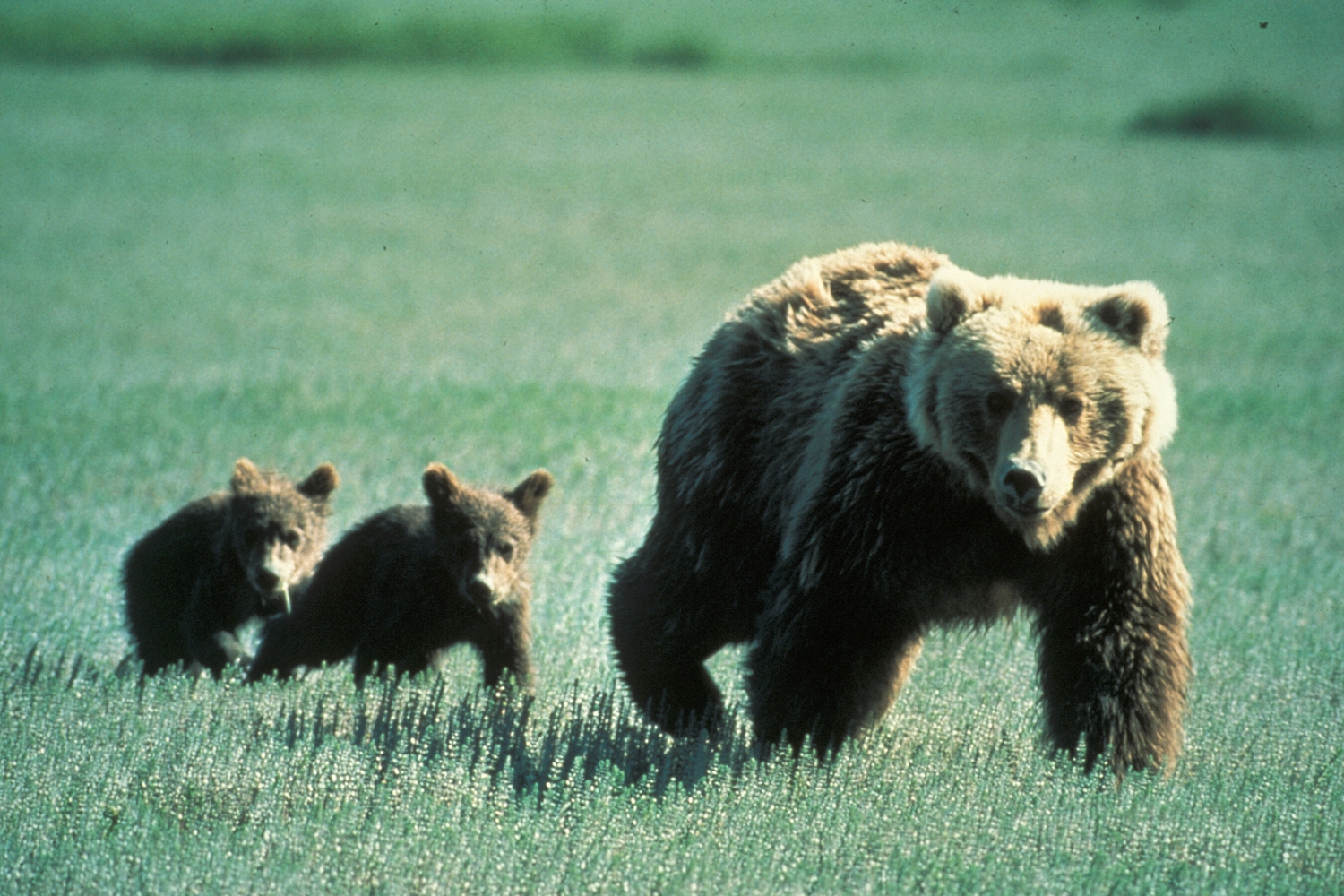
Medvědí rodina v národním parku Glacier, Montana, USA

V Severní Americe žije přibližně 60 000 volně žijících medvědů grizzly, z toho 30 000 na Aljašce a až 29 000 v Kanadě. Aljašská populace čítající 30 000 jedinců je nejvyšší ze všech provincií/států Severní Ameriky. Populace na Aljašce je nejhustší podél pobřeží, kde jsou hojnější zdroje potravy, například lososů. Nejhustší populaci chrání národní památník Admiralty Island: 1 600 medvědů na ostrově o rozloze 1 600 km2. Většina grizzlyů v Kanadě žije v Britské Kolumbii.
V dolních 48 státech USA jich žije v oblasti Severního kontinentálního rozvodí na severozápadě Montany asi 1 000. Dalších asi 1 000 medvědů žije ve Velkém Yellowstonském ekosystému v oblasti tří států Wyoming, Idaho a Montana. 70–100 medvědů grizzly žije odhadem v severním a východním Idahu. V září 2007 přinesl lovec důkazy o výskytu jednoho medvěda v ekosystému Selway-Bitterroot Wilderness, když zde usmrtil samce medvěda grizzlyho.
V ekosystému Severních Kaskád v severním Washingtonu se populace medvěda grizzlyho odhaduje na méně než 20 kusů, existuje však dlouhodobý plán managementu na reintrodukci medvědů do Národního parku Severní Kaskády.

#### Vyhubené populace a jejich obnova
Původní areál výskytu medvěda grizzlyho zahrnoval velkou část Velkých planin a jihozápadu Spojených států, ale ve většině těchto oblastí byl vymýcen. Spojením Kanady a Spojených států obývá medvěd grizzly přibližně polovinu rozlohy svého historického areálu výskytu.
Přestože se kdysi hojně rozšířený medvěd kalifornský objevuje na výrazném místě na státní vlajce Kalifornie a byl symbolem republiky medvědí vlajky před přijetím státu Kalifornie do Unie v roce 1850, v současnosti je tento poddruh nebo populace vyhubena. Poslední známí medvědi grizzly v Kalifornii byli zabiti v podhůří Sierry východně od Fresna na počátku 20. let 20. století.
Zabití posledního medvěda grizzlyho v Arizoně v roce 1936 na hoře Escudilla Mountain je zahrnuto v knize Aldo Leopolda Obrázky z chatrče a rozmanité poznámky. Od roku 1979 nebylo v Coloradu potvrzeno žádné pozorování grizzlyho.
Ostatní provincie a Spojené státy mohou pro odhady velikostí populací používat kombinaci metod. Proto je obtížné přesně říci, jaké metody byly použity k vytvoření odhadů celkové velikosti populace Kanady a Severní Ameriky, protože byly pravděpodobně vytvořeny na základě různých studií. Medvěd grizzly je v současné době chráněn zákonem v Mexiku, evropských státech, některých oblastech Kanady a v celých Spojených státech amerických. Očekává se však, že repopulace jeho bývalého areálu výskytu bude pomalý proces, a to z různých důvodů, včetně pomalých reprodukčních návyků medvěda a dopadů reintrodukce tak velkého zvířete do oblastí ceněných pro zemědělství a chov dobytka.

## Biologie

### Hibernace
Medvědi grizzly každoročně hibernují po dobu pěti až sedmi měsíců (s výjimkou míst s teplým podnebím – medvědi kalifornští nehibernovali). Během této doby rodí samice medvědů grizzly potomky, kteří pak konzumují mléko od matky a nabírají sílu na zbytek období hibernace. Aby se medvědi grizzly na hibernaci připravili, musí si připravit brloh a spotřebovat obrovské množství potravy, protože během hibernace nejedí. Medvědi grizzly také po celou dobu hibernace nekálí ani nemočí. Samci medvěda grizzlyho končí hibernaci na začátku až v polovině března, zatímco samice se probouzejí v dubnu nebo na začátku května.
V rámci přípravy na zimu může medvěd během období hyperfagie přibrat přibližně 180 kg, než se uloží k zimnímu spánku. Medvěd často čeká na silnou sněhovou bouři, než vstoupí do svého brlohu: takové chování snižuje pravděpodobnost, že jej najdou predátoři. Brlohy se obvykle nacházejí v nadmořské výšce nad 1 800 m na severních svazích hor. Mezi odborníky se vedou diskuse o tom, zda medvědi grizzly technicky vzato hibernují: většina těchto diskusí se točí kolem tělesné teploty a schopnosti medvědů se během hibernace příležitostně pohybovat. Medvědi grizzly mohou během tohoto období „částečně“ recyklovat své odpadní produkty. Ačkoli grizzlyové žijící ve vnitrozemí nebo ve Skalnatých horách tráví téměř polovinu svého života v brlozích, grizzlyové žijící na pobřeží, kteří mají lepší přístup ke zdrojům potravy, tráví v brlozích méně času. V některých oblastech, kde je potravy celoročně velký dostatek, medvědi grizzlyové hibernaci zcela vynechávají.

### Rozmnožování

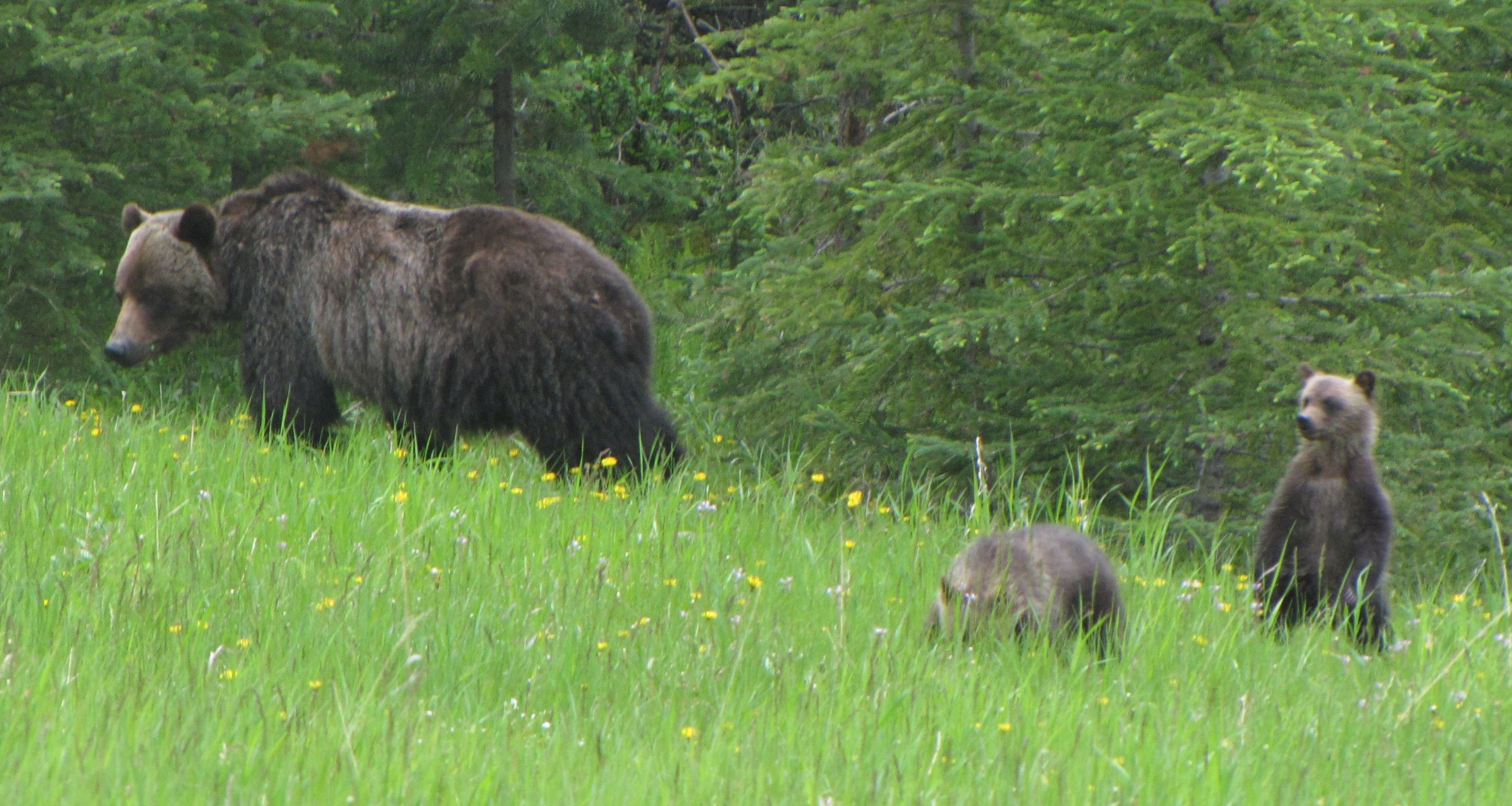
Medvědice s dvěma medvíďaty v Kananaskis Country

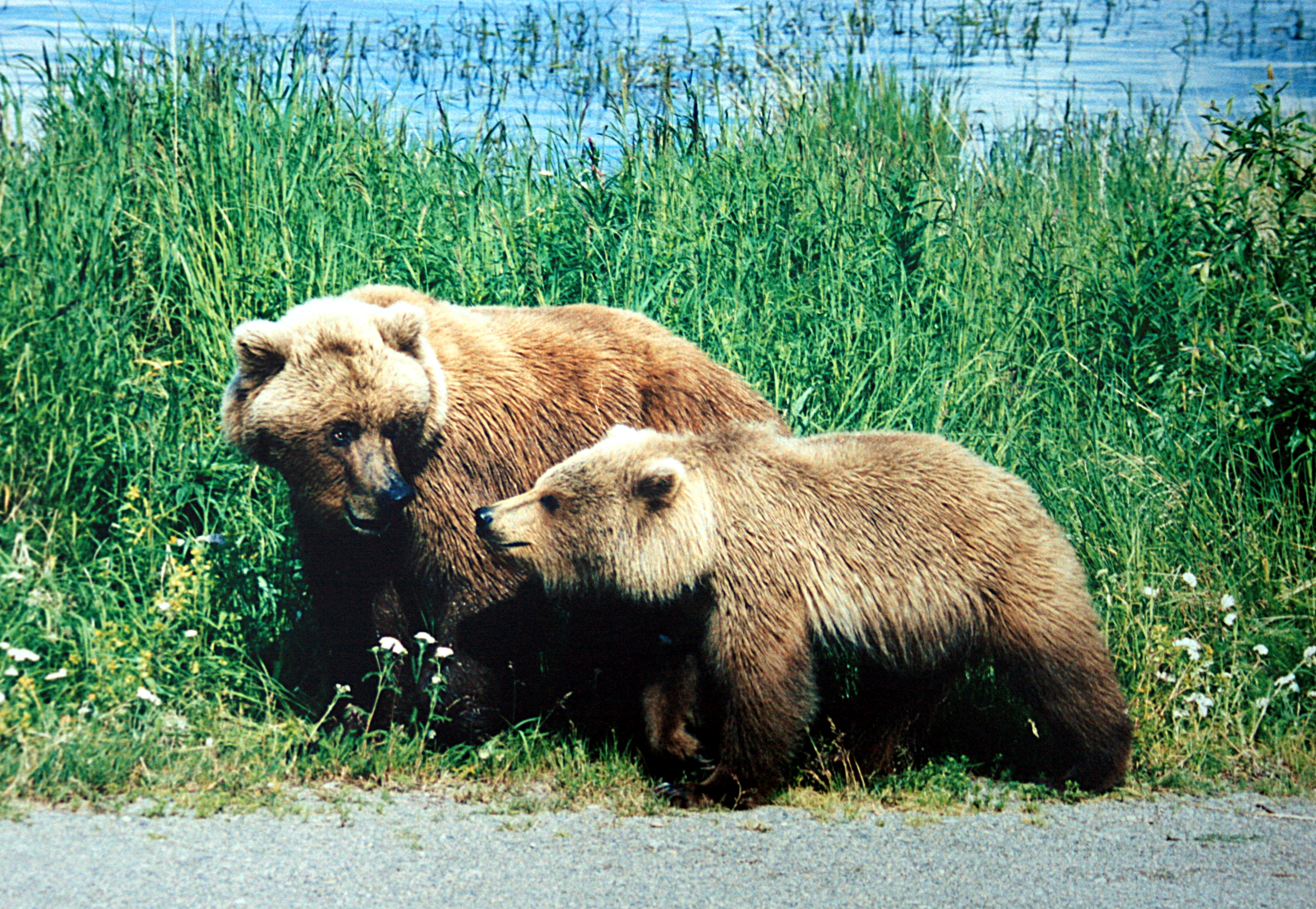
Matka s medvídětem

S výjimkou samic s medvíďaty jsou grizzlyové obvykle samotářská, aktivní zvířata, ale v pobřežních oblastech se v době tření lososů shromažďují kolem potoků, jezer, řek a rybníků. Samice (medvědice) rodí jedno až čtyři mláďata (obvykle dvě), která jsou malá a po narození váží jen asi 450 g. Medvědice své potomky chrání a zaútočí, pokud se domnívá, že je ona nebo její medvíďata ohrožena.
Medvědi grizzly mají jednu z nejpomalejších rychlostí rozmnožování ze všech suchozemských savců v Severní Americe, což je způsobeno mnoha ekologickými faktory. Medvědi grizzly dosahují pohlavní dospělosti až po dosažení věku nejméně pěti let. Po oplození samcem v létě samice odkládá uhnízdění embrya až do hibernace, během níž může dojít k potratu, pokud samice nemá dostatečný přísun živin a kalorií. Samice rodí v průměru dvě mláďata na vrhu a matka se o ně stará až dva roky, během nichž se nepáří.
Když se mláďata osamostatní nebo zemřou, může mít samice další mláďata až za tři nebo více let, v závislosti na podmínkách prostředí. Samci medvěda grizzlyho mají velká teritoria, až 4000 km2, což ztěžuje nalezení pachu samice při tak nízké hustotě populace. Populační fragmentace grizzlyů může vést k její destabilizaci v důsledku inbrední deprese. Doba březosti medvědů grizzly trvá přibližně 180-250 dní.
Velikost vrhu se pohybuje mezi jedním a čtyřmi medvíďaty a obvykle se jedná o dvojčata nebo trojčata. Medvíďata se rodí vždy v zimním brlohu matky, která je v zimním spánku. Samice medvědů grizzly svá medvíďata zuřivě chrání a jsou schopny odrazit predátory včetně větších medvědích samců. Medvíďata se až do příchodu léta živí výhradně mateřským mlékem, poté mléko stále pijí, ale začínají jíst pevnou stravu. Medvíďata během pobytu s matkou rychle přibývají na váze – jejich hmotnost se během dvou let strávených s matkou zvýší ze 4,5 na 45 kg. Matky se mohou s medvíďaty potkat i v pozdějších letech, ale navzájem se vyhýbají.

### Délka života
Průměrná délka života samců se odhaduje na 22 let, u samic je o něco delší – 26 let. Samice žijí déle než samci kvůli méně nebezpečnému životu; neúčastní se sezónních bojů o právo se spářit jako samci. Nejstaršímu známému volně žijícímu vnitrozemskému grizzlymu z Aljašky bylo asi 34 let, nejstaršímu známému pobřežnímu grizzlymu 39 let, většina grizzlyů však umírá v prvním roce života. Grizzlyové žijící v zajetí se dožívají až 44 let.

### Pohyb
Mají tendenci pronásledovat prchající zvířata, a přestože se neoficiálně uvádí, že medvědi grizzly (Ursus arctos horribilis) mohou běžet rychlostí 56 km/h, v Yellowstonu byla spolehlivě zaznamenána maximální rychlost 48 km/h. Navíc dokáží šplhat po stromech.

## Ekologie

### Strava
Přestože grizzlyové patří do řádu šelem (Carnivora) a mají trávicí soustavu masožravců, jsou obvykle všežravci: jejich potravu tvoří rostliny i živočichové. Je známo, že pokud jsou k dispozici, loví velké savce, jako jsou losi evropští, wapitiové, karibu, jelenci běloocasí, jelenci ušatí, ovce tlustorohé, bizoni, a dokonce i baribalové, i když spíše loví mláďata a zraněné jedince než zdravé dospělé jedince. Medvědi grizzly se živí rybami, jako jsou lososi, pstruzi a okouni, a ti, kteří mají v pobřežních oblastech přístup k potravě bohatší na bílkoviny, mohou být větší než jedinci z vnitrozemí. Medvědi grizzly jsou také mrchožrouti, kteří ochotně požírají potravu nebo mršiny, které po sobě zanechala jiná zvířata. Medvědi grizzly se také živí ptáky a jejich vejci a ve velkém počtu se shromažďují na rybářských lokalitách, kde se živí lososy, kteří připluli, aby se vytřeli. Často loví mláďata jelenovitých ponechaná v trávě a příležitostně vybírají hnízda dravcům, např. orlům bělohlavým.

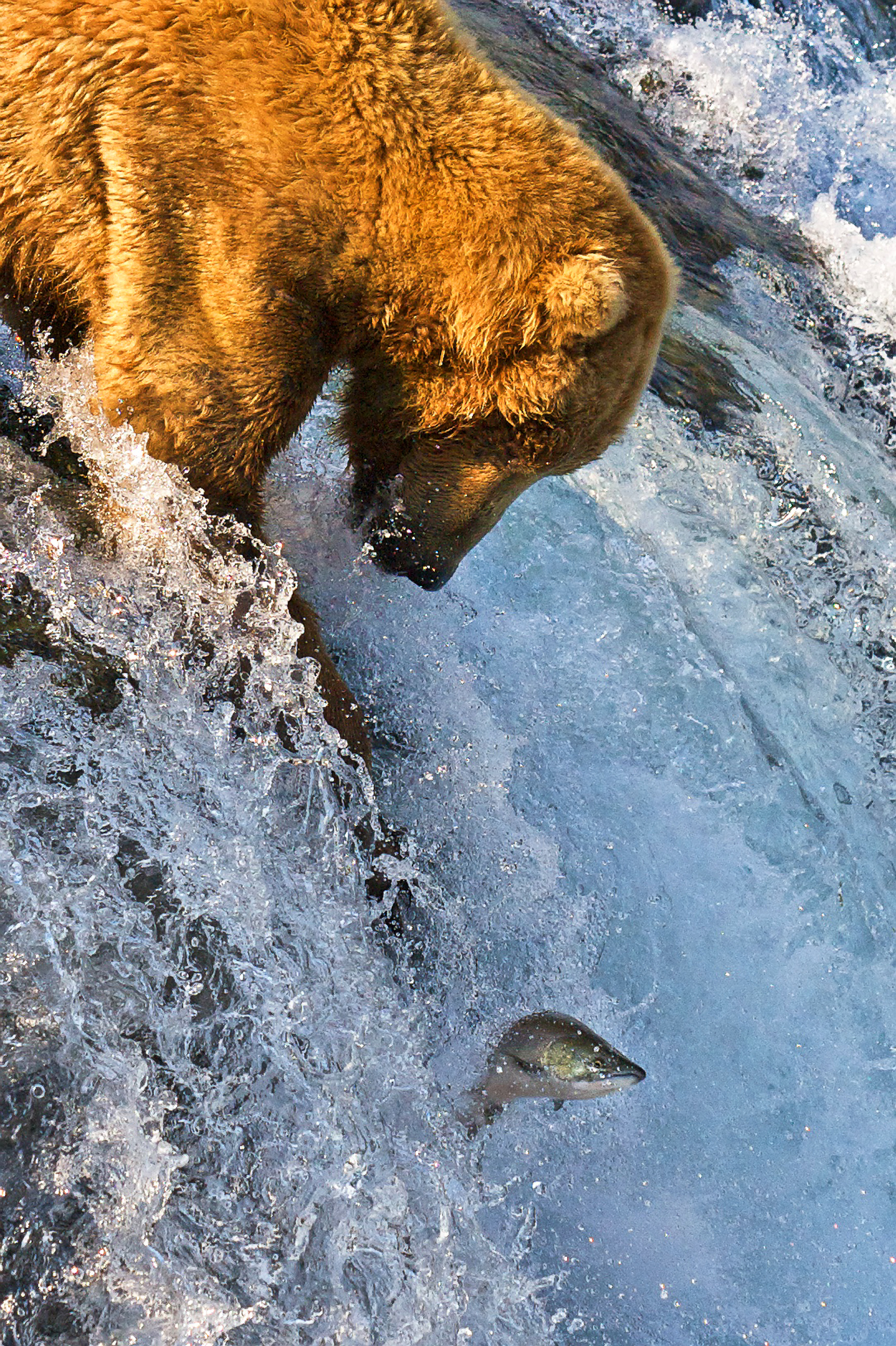
Grizzly při lovu lososů u Brooks Falls na Aljašce

Grizzlyové z pobřežních oblastí Kanady a Aljašky jsou větší než ti, kteří žijí ve Skalnatých horách. To je částečně způsobeno bohatostí jejich jídelníčku. V Yellowstonském národním parku ve Spojených státech se strava medvěda grizzlyho skládá převážně z ořechů borovice bělokmenné, hlíz, travin, různých hlodavců, larev mola Euxoa auxiliaris a mršin, nic z toho však neodpovídá obsahu tuku v lososech dostupných na Aljašce a v Britské Kolumbii. Vzhledem k vysokému obsahu tuku v lososech se na Aljašce nezřídka setkáváme s grizzlyi o hmotnosti 540 kg. Grizzlyové na Aljašce doplňují svou stravu složenou z lososů a škeblí o ostřice a bobule. V oblastech, kde jsou lososi nuceni přeskakovat vodopády, se grizzlyové shromažďují u konců vodopádů, aby ryby ulovili a nakrmili se jimi. Lososi jsou při přeskakování vodopádů v nevýhodě, protože se shlukují u jejich konce, a jsou tak pro grizzlye snadnějším cílem. Je dobře zdokumentováno, že medvědi grizzlyové chytají přeskakující lososy do tlamy u Brooks Falls v národním parku a rezervaci Katmai na Aljašce. Jsou také velmi zkušení v pronásledování ryb a jejich přidržení drápy. Na takových místech, jako jsou Brooks Falls a McNeil Falls na Aljašce, bojují velcí samci grizzlyů pravidelně o nejlepší lovná místa. Medvědi grizzlyové na pobřeží se živí také lovem mlžů řádu Adapedonta a často při jejich hledání hrabou v písku. Na jaře a na podzim, bezprostředně před a po tahu lososů, tvoří hlavní složku potravy grizzlyů na pobřeží bobule a tráva.
Vnitrozemští grizzlyové se mohou také živit rybami, zejména v Yellowstonu se grizzlyové živí pstruhem žlutohrdlým. Vztah pstruha žlutohrdlého a grizzlyů je jedinečný, protože jde o jediný příklad, kdy se grizzlyové ze Skalnatých hor živí třejícími se lososovitými rybami. Samotní medvědi grizzlyové a invazní siveni obrovští však ohrožují přežití populace pstruha žlutohrdlého a existuje malá šance, že bude pstruh žlutohrdlý vyhuben.
Medvědi grizzly občas loví drobné savce, jako jsou svišti, zemní veverky, lumíci a hraboši. Nejznámějším příkladem takové predace je národní park a rezervace Denali, kde grizzlyové pronásledují a vrhají se na sysly Parryovy a poté je vyhrabávají a požírají. V některých oblastech loví medvědi grizzly sviště brýlové, kdy převracejí kameny, aby se k nim dostali, a v některých případech je loví, když hibernují. Mezi větší kořist patří bizoni a losi evropští, které medvědi občas uloví v Yellowstonském národním parku. Protože jsou bizoni a losi nebezpečnou kořistí, grizzlyové obvykle využívají úkrytu k jejich pronásledování a/nebo k vybírání slabých jedinců či mláďat. Grizzlyové na Aljašce také pravidelně loví mláďata losů a wapitiů, která mohou být v národním parku Denali jejich hlavním zdrojem masa. Ve skutečnosti jsou medvědi grizzly tak významnými predátory mláďat wapitiů a losů na Aljašce a v Yellowstonu, že mohou zabít až 51 % mláďat wapitiů a losů narozených v daném roce. Medvědi grizzly byli také obviněni z úbytku wapitiů v Yellowstonském národním parku, i když se mělo za to, že skutečnými predátory jsou vlci obecní. Na severu Aljašky jsou medvědi grizzly významnými predátory karibu, většinou loví nemocné nebo staré jedince či telata. Některé studie ukazují, že medvědi grizzly mohou celoročně sledovat stáda karibu, aby si udrželi zdroj potravy. Na severu Aljašky se medvědi grizzly často setkávají s pižmoni severními. Přestože se pižmoň severní obvykle v biotopu grizzlyho nevyskytuje a je větší a silnější než karibu, byl zaznamenán lov pižmoňů medvědem grizzly.
Grizzlyové podél aljašského pobřeží se také živí mrtvými nebo vyplavenými velrybami. Obvykle se jedná pouze o jednoho nebo dva grizzlye u mršiny, ale bylo pozorováno až deset velkých samců, kteří najednou pojídali mrtvého keporkaka. Konzumují také mrtvé ploutvonožce.
Ačkoli se jídelníček medvědů grizzly značně liší v závislosti na sezónních a regionálních změnách, velkou část z něj tvoří rostliny, podle některých odhadů až 80-90 %. Důležitým zdrojem potravy jsou různé bobule, pokud jsou k dispozici. V závislosti na prostředí se může jednat o borůvky, ostružiny (Rubus fruticosus a Rubus spectabilis), klikvu bahenní (Vaccinium oxycoccos), rakyt (Shepherdia argentea a Shepherdia canadensis) a brusinky (Vaccinium parvifolium). Hmyz, jako jsou slunéčka, mravenci a včely, je konzumován, pokud je k dispozici ve velkém množství. V Yellowstonském národním parku mohou medvědi grizzlyové získávat polovinu své roční kalorické potřeby požíráním molů Euxoa auxiliaris, kteří se shromažďují na horských svazích. Při dostatku potravy se medvědi grizzlyové krmí ve skupinách. Mnoho medvědů grizzly například navštěvuje louky hned po lavině nebo sesuvu ledovce. Důvodem je příliv luštěnin, jako je kopyšník (Hedysarum), které grizzlyové konzumují v obrovském množství. Když se však zdroje potravy zmenší, opět se rozdělí.

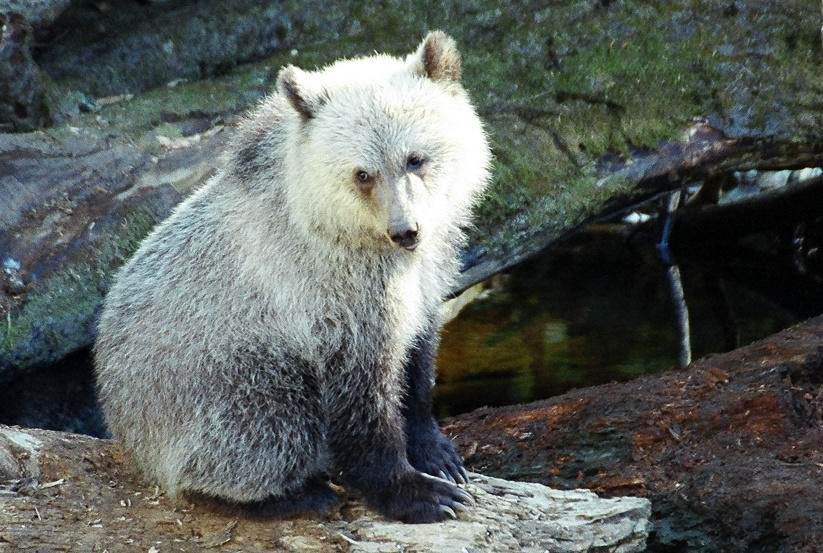
Bílošedé medvídě v západní Kanadě

### Mezidruhová konkurence
Vztahy mezi medvědy grizzly a ostatními predátory jsou většinou jednostranné; medvědi grizzly přistupují ke krmícím se predátorům, aby jim ukradli kořist. Ostatní druhy medvědům většinou ponechají mršiny, aby se vyhnuli konkurenci nebo predaci. Všechny části mršiny, které zůstanou nesežrané, jsou využity menšími zvířaty.

#### Vlci
Po reintrodukci vlků obecných do Yellowstonu se mnoho návštěvníků stalo svědky kdysi běžného boje mezi klíčovým druhem, medvědem grizzlym, a jeho historickým rivalem, vlkem obecným. Vzájemné vztahy medvědů grizzly a vlků v Yellowstonu jsou předmětem rozsáhlých studií. Obvykle se konflikt odehrává při obraně mláďat nebo o mršinu, kterou je obvykle wapiti zabitý vlky.
Medvěd grizzly využívá k vyhledání mršiny svůj ostrý čich. Když vlci a grizzlyové soupeří o kořist, může se jeden z vlků pokusit medvěda odlákat, zatímco se ostatní krmí. Medvěd se pak může pomstít tím, že vlky pronásleduje. Pokud začnou být vlci vůči medvědovi agresivní, obvykle se to projevuje rychlým kousnutím do zadních nohou. Medvěd si poté sedne a využije své schopnosti bránit se v kruhu. Jen zřídkakdy končí podobné interakce smrtí nebo vážným zraněním některého ze zvířat. Jedna mršina zkrátka obvykle nestojí za riziko ani pro vlky (pokud má medvěd díky své síle a velikosti navrch), ani pro medvěda (pokud jsou vlci příliš početní nebo vytrvalí).
Zatímco při interakcích u vlčích nor mají vlci obvykle nad medvědy grizzly převahu, byly zaznamenány případy, kdy medvědi grizzly i baribalové zabili vlky a jejich mláďata u vlčích nor, i když vlci jednali v obraně.

#### Velké kočky
Pumy se medvědům obvykle vyhýbají. Grizzlyové si s pumami konkurují méně než s jinými predátory, jako jsou kojoti, vlci a další medvědi. Když se grizzly vrhne na pumu se svým úlovkem, puma obvykle medvědovi ustoupí. Pokud se puma přece jen postaví na odpor, využije své vyšší obratnosti a drápů k obtěžování medvěda, ale zůstane mimo jeho dosah, dokud se jeden z nich nevzdá. Medvědi grizzly občas zabíjejí pumy ve sporech o úlovky. Existuje několik anekdot, především z konce 19. a počátku 20. století, o vzájemném zabíjení pum a medvědů grizzly v soubojích na život a na smrt.
Další velkou kočkou vyskytující se ve Spojených státech, která by mohla představovat hrozbu pro medvědy, je jaguár americký; oba druhy však byly v oblastech jihozápadu, kde se jejich dřívější biotopy překrývaly, vyhubeny a grizzlyové se zatím v oblastech podél americko-mexické hranice, kam se jaguáři zřejmě vracejí, nevyskytuji.

#### Další medvědi

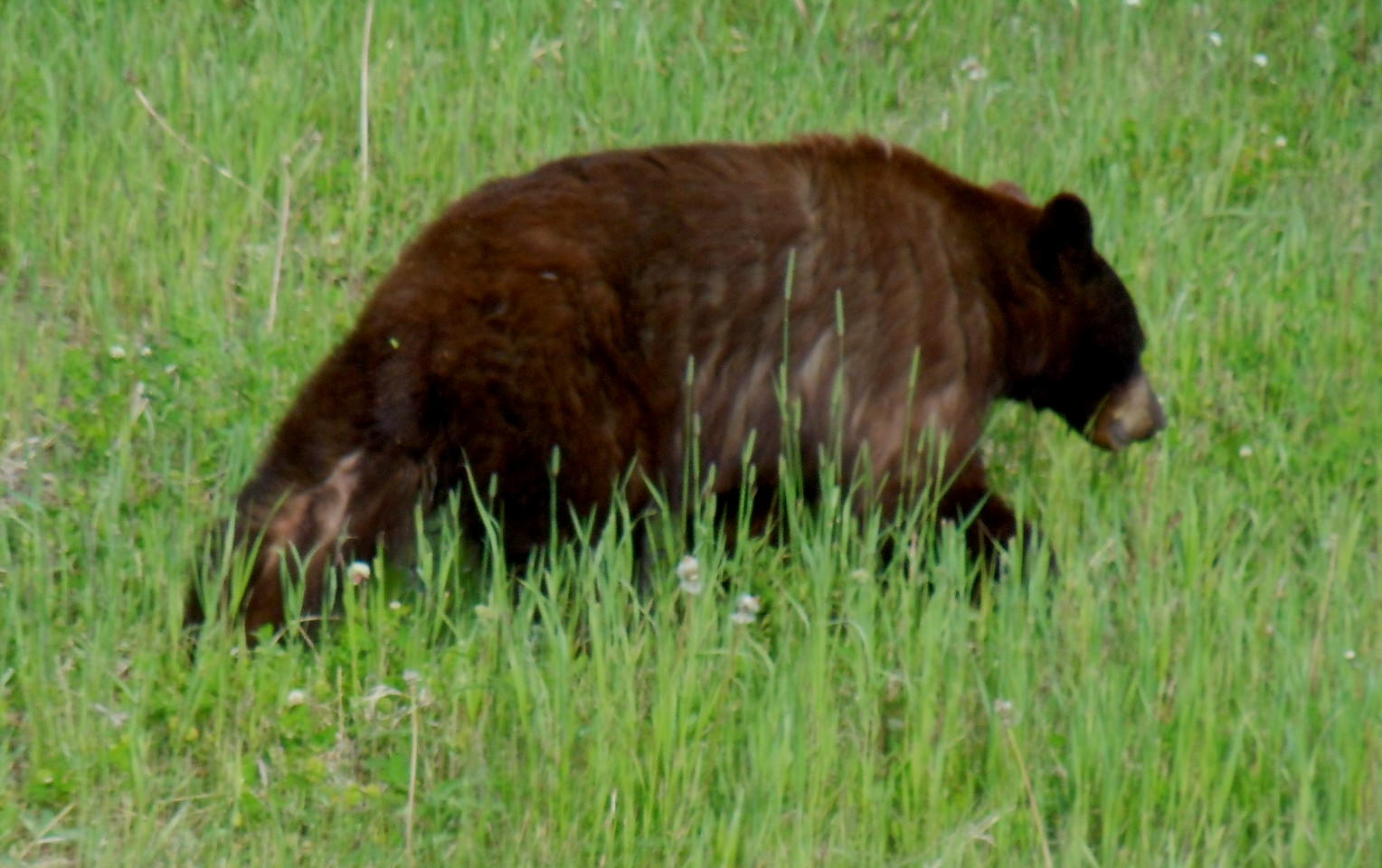
Možný kříženec medvěda grizzlyho a baribala v Yukonském teritoriu, Kanada

Baribalové se většinou drží mimo teritorium medvědů grizzly, ale občas mohou medvědi grizzly vstoupit do teritoria baribalů, aby získali potravu, kterou mají oba medvědi rádi, jako jsou borové ořechy, žaludy, houby a bobule. Když uvidí baribal přicházejícího grizzlyho, buď se otočí a uteče, nebo vyleze na strom.
Baribalové nepředstavují silnou konkurenci, protože mají spíše býložravou stravu. Konfrontace jsou kvůli rozdílům ve velikosti, životním prostředí a stravě jednotlivých druhů medvědů vzácné. Pokud k nim dojde, většinou je agresorem grizzly. Baribal bojuje pouze v případě, že se jedná o menšího grizzlyho, např. roční mládě, nebo když nemá jinou možnost než se bránit. Existuje přinejmenším jedno potvrzené pozorování, kdy medvěd grizzly vyhrabal, zabil a sežral baribala, když ten byl v zimním spánku.
Segregace populací baribala a medvěda grizzlyho je pravděpodobně způsobena konkurenčním vyloučením. V některých oblastech medvědi grizzly konkurují baribalům v boji o stejné zdroje potravy. Například na mnoha tichomořských pobřežních ostrovech u Britské Kolumbie a Aljašky žije buď baribal, nebo medvěd grizzly, ale jen zřídka oba.

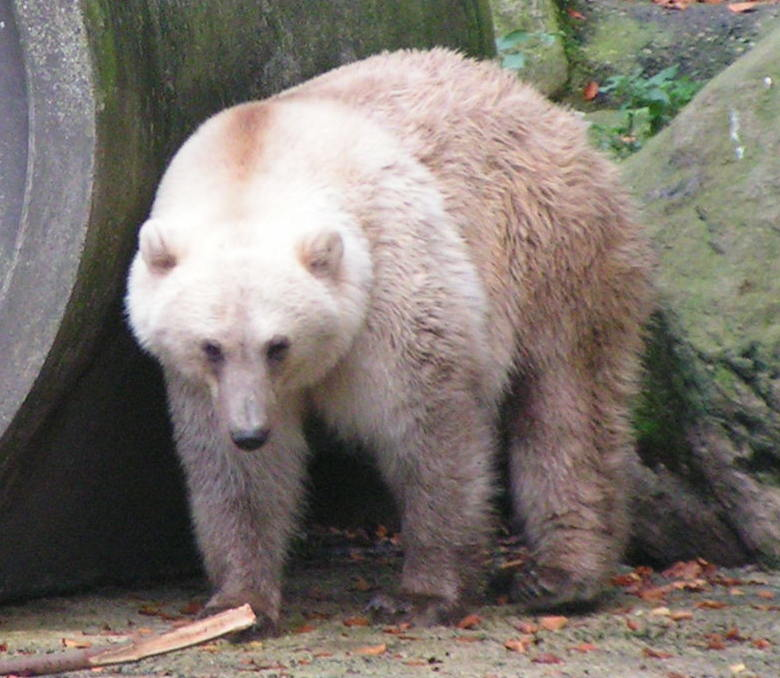
Kříženec grizzlyho a ledního medvěda

V oblastech, kde oba druhy koexistují, je dělí krajinné gradienty, jako je stáří lesa, nadmořská výška a otevřenost krajiny. Medvědi grizzly dávají ve srovnání s baribaly přednost starým lesům s vysokou produktivitou, vyšším nadmořským výškám a otevřenějším biotopům. Medvěd zastřelený na podzim roku 1986 v Michiganu byl však některými považován za křížence medvěda grizzlyho×baribala, a to kvůli své neobvykle velké velikosti a úměrně větší mozkovně a lebce, ale testy DNA nedokázaly určit, zda se jednalo o velkého medvěda baribala, nebo medvěda grizzlyho.
Střetů medvědů grizzly a ledních medvědů v poslední době v důsledku globálního oteplování přibývá. Při střetnutích je obvykle grizzly agresivnější a v boji často dominuje, nicméně zdraví lední medvědi se zdají být nad grizzlym dominantní.
Konflikt však není jediným výsledkem setkání obou medvědů, v některých případech dochází ke křížení medvědů grizzly a ledních medvědů (nazývaných podle pohlaví rodičů grolární medvěd nebo pizzly).

#### Různí malí predátoři
Kojoti prérijní, lišky a rosomáci sibiřští jsou pro grizzlye obecně považováni spíše za škůdce než za konkurenci, i když mohou soupeřit o menší kořist, jako jsou zemní veverky a králíci. Všichni tři se snaží medvědům sebrat vše, co mohou. Rosomáci jsou natolik agresivní, že občas dorážejí, dokud medvěd nepřestane jíst, a nenechá menšímu zvířeti více zbytků, než je obvyklé. Smečky kojotů také vytlačily medvědy grizzly ve sporech o úlovky. Odstranění vlků a grizzlyů v Kalifornii však mohlo výrazně snížit početnost ohrožené lišky šedohnědé.

### Ekologická role

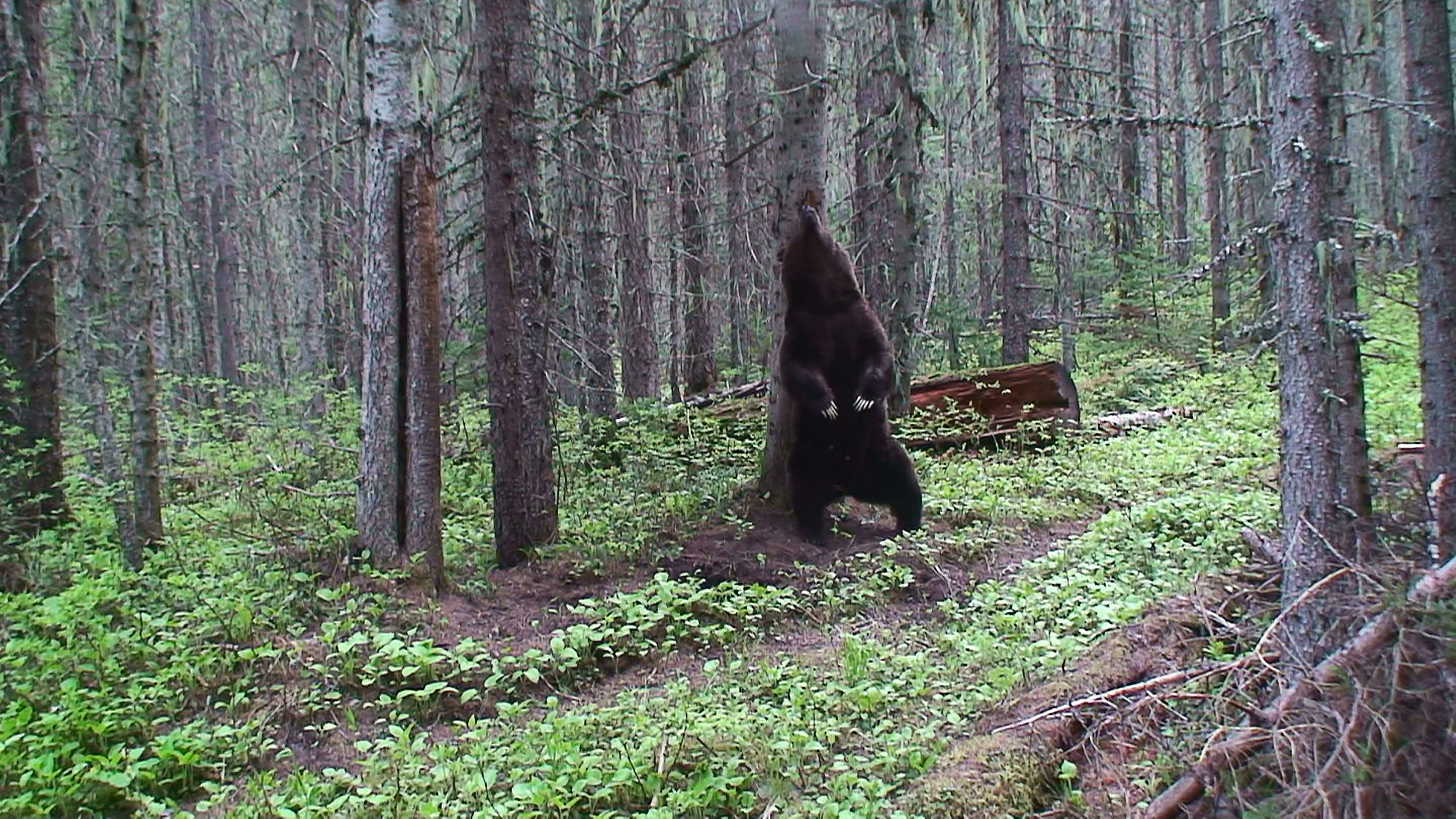
Pachové otírání

Medvěd grizzly má ke svému ekosystému několik vztahů. Jedním z nich je mutualistický vztah s rostlinami nesoucími masité plody. Poté, co grizzly plody zkonzumuje, vylučuje semena, která se tak šíří v klíčivém stavu. Některé studie prokázaly, že úspěšnost klíčení je skutečně zvýšena v důsledku toho, že jsou semena uložena ve výkalech spolu s živinami, což činí z medvědů grizzly důležité distributory semen v jejich biotopech.
Při hledání kořínků stromů, cibulek rostlin nebo zemních veverek medvědi rozrušují půdu. Tento proces nejenže pomáhá grizzlyům v přístupu k potravě, ale také zvyšuje druhovou bohatost ve vysokohorských ekosystémech. Oblast, která obsahuje jak medvědí výkopy, tak nenarušenou půdu, má větší rostlinnou rozmanitost než oblast, která obsahuje pouze nenarušenou půdu. Spolu se zvyšováním druhové bohatosti způsobuje narušování půdy vykopávání dusíku ze spodních vrstev půdy, díky čemuž je dusík v prostředí snadněji dostupný. Plocha, která byla vyhrabána medvědem grizzlym, má výrazně více dusíku než nenarušená plocha.
Koloběh dusíku neusnadňují pouze grizzlyové, kteří si vyhrabávají potravu, ale také jejich zvyk odnášet mršiny lososů do okolních lesů. Bylo zjištěno, že listí smrků (Picea glauca) ve vzdálenosti do 500 m od toku, kde byli lososi získáni, obsahuje dusík pocházející z lososů, kterými se medvědi živili. Tyto přítoky dusíku do lesa přímo souvisejí s přítomností medvědů grizzly a lososů.
Grizzlyové přímo regulují populace kořisti a také pomáhají předcházet nadměrnému spásání lesů tím, že regulují populace jiných druhů v potravním řetězci. Experiment v národním parku Grand Teton ve Wyomingu ve Spojených státech ukázal, že odstranění vlků a medvědů grizzly způsobilo zvýšení populací býložravců, které lovili. To následně změnilo strukturu a hustotu rostlin v oblasti, což vedlo ke snížení velikosti populací stěhovavých ptáků. To poskytuje důkaz, že medvědi grizzly představují klíčového predátora, který má zásadní vliv na celý ekosystém, který obývá.
Když medvědi grizzly loví na pobřeží Aljašky a Britské Kolumbie lososy, často se živí pouze kůží, mozkem a jikrami ryb. Tím poskytují zdroj potravy rackům, krkavcům a liškám, kteří se lososy živí také; z toho mají prospěch jak medvědi, tak menší predátoři.

## Interakce s lidmi

### Vztah s Indiány

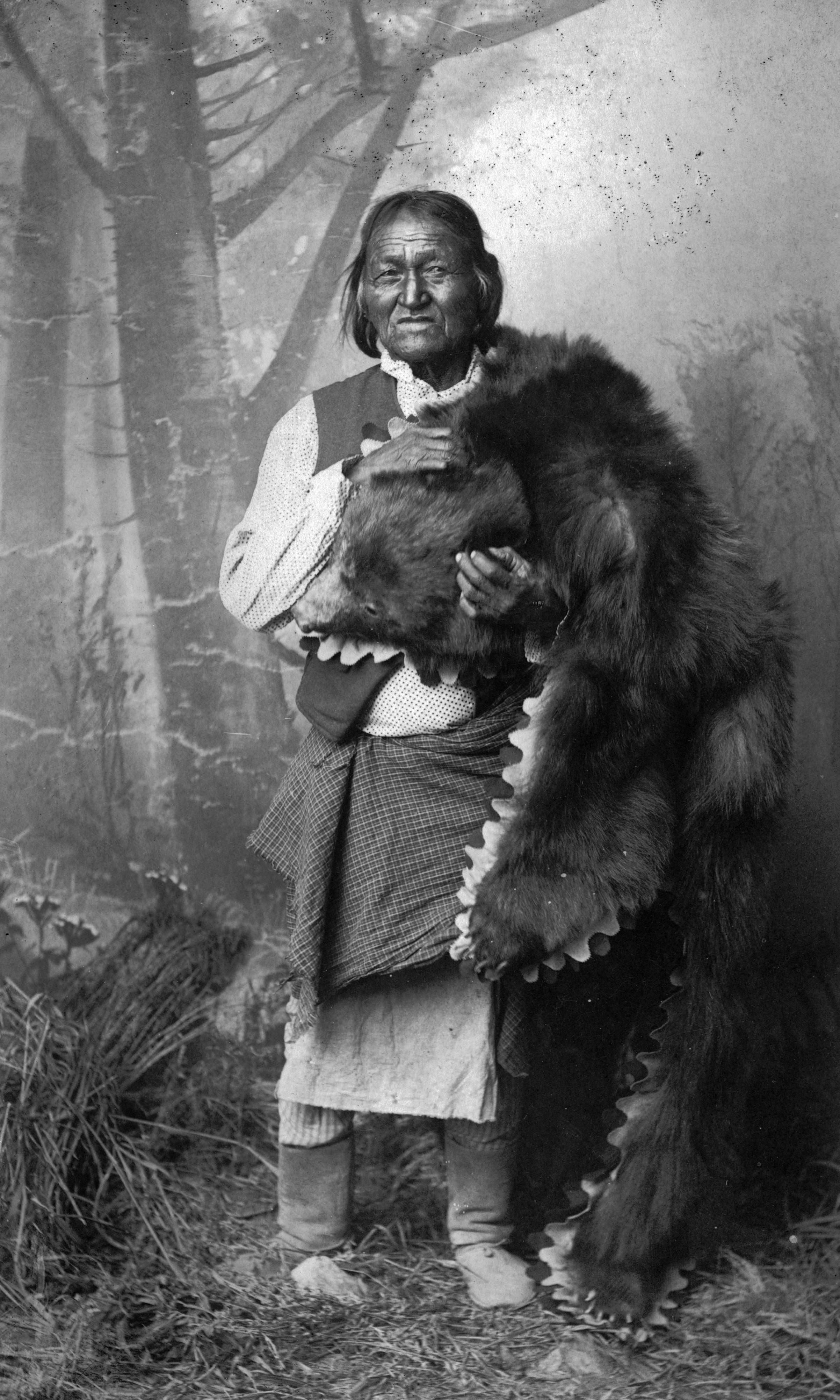
Gorgonia, indiánský muž (Mescalero Apache). V ruce drží medvědí kožešinu a na sobě má mokasíny, bederní roušku, kilt a vestu.

Indiánské kmeny žijící mezi medvědy hnědými na ně často pohlížejí se směsicí úcty a strachu. Severoameričtí medvědi hnědí byli někdy tak obávaní, že je indiáni jen zřídka lovili, zvláště když byli sami. Při tradičních lovech grizzlyho u některých západních kmenů, jako jsou například Gwichʼinové, se výprava konala se stejnou přípravou a obřadností jako mezikmenové války a nikdy se nekonala jinak než ve družině čtyř až deseti bojovníků. Členové kmene, kteří zasadili smrtící úder, byli mezi svými krajany vysoce ceněni. Kalifornští domorodci se aktivně vyhýbali nejlepším medvědím stanovištím a nedovolovali svým mladým mužům, aby lovili sami ze strachu před útoky medvědů. Během španělského koloniálního období některé kmeny vyhledávaly pomoc evropských kolonistů, aby se vypořádaly s problémovými medvědy, místo aby grizzlyho lovily samy. Mnoho autorů z amerického Západu píše o domorodcích nebo voyageurech s roztrhanými tvářemi a chybějícími nosy nebo očima v důsledku útoků grizzlyů.
Mnoho indiánských kmenů má z medvěda hnědého respekt i strach. V mytologii Kvakiutlů se medvědi baribalové a hnědí stali nepřáteli, když Medvědice grizzly zabila Černou medvědici, protože byla líná. Děti Černé medvědice zase zabily vlastní mláďata Medvědice grizzly. Sleeping Bear Dunes jsou pojmenovány podle legendy Odžibvejů, kde medvědice s medvíďaty přeplavala Michiganské jezero. Podle legendy se obě medvíďata utopila a stala se Manitouovými ostrovy. Medvědice se nakonec dostala na břeh, kde usnula a trpělivě čekala na svá medvíďata. V průběhu let medvědici zasypal písek a vytvořil obrovskou písečnou dunu.

### Konflikty s lidmi

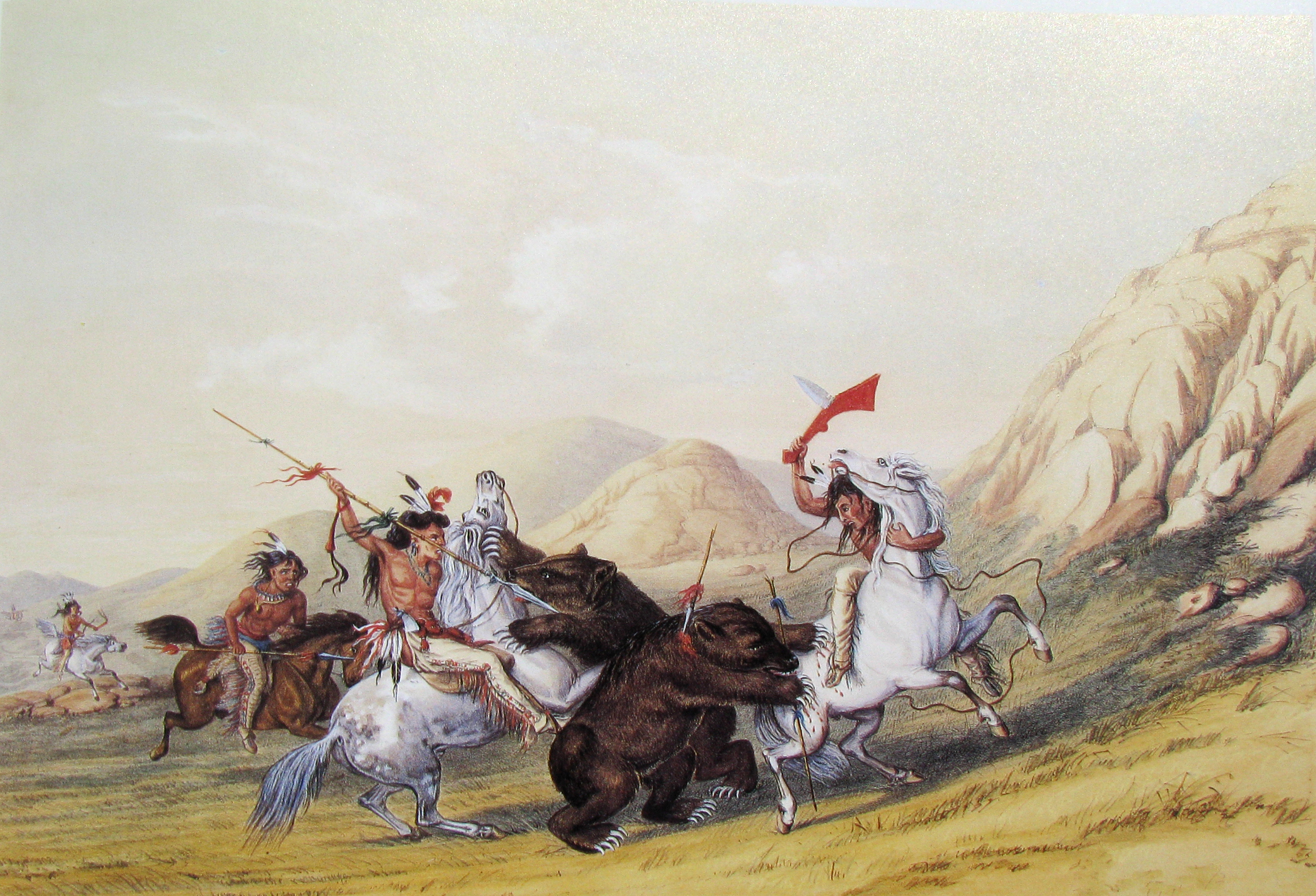
Domorodí Američané bojující se dvěma medvědy grizzly, obraz George Catlina z roku 1844

Grizzlyové jsou v porovnání s baribaly považováni za agresivnější, když brání sebe a své potomstvo. Na rozdíl od menších baribalů dospělí grizzlyové špatně šplhají po stromech a na nebezpečí reagují tak, že stojí na místě a odráží útočníky. Nejvíce náchylné k útokům jsou matky bránící mláďata, které mají na svědomí 70 % lidí zabitých grizzlyi.
Medvědi grizzly se obvykle kontaktu s lidmi vyhýbají. Navzdory své zjevné fyzické převaze jen zřídkakdy aktivně loví lidi. Většina útoků medvědů grizzly je výsledkem útoku medvěda, který byl překvapen z velmi blízké vzdálenosti, zejména pokud má medvěd kořist, kterou musí chránit, nebo pokud medvědice chrání své potomky.

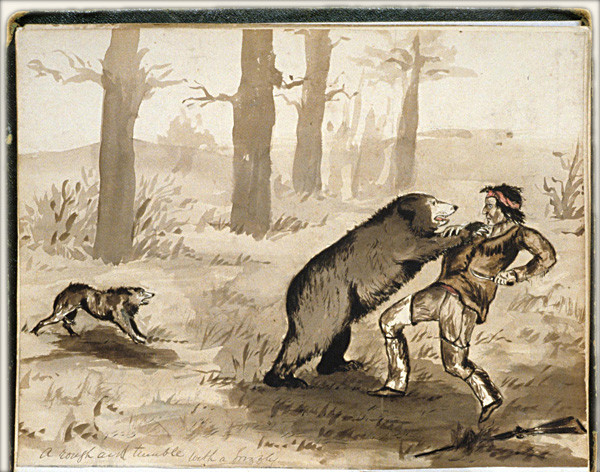
Drsný souboj s grizzlym, H. Bullock Webster, akvarel

Hugh Glass napadený medvědem grizzlym, z rané novinové ilustrace neznámého původu.

Zvýšená interakce mezi lidmi a medvědy vedla ke vzniku „problémových medvědů“: medvědů přizpůsobených lidským činnostem nebo životnímu prostředí. Situaci ještě zhoršuje skutečnost, že intenzivní využívání životního prostředí medvědů grizzly lidmi se shoduje se sezónním pohybem medvědů grizzly. Averzivní podmiňování pomocí gumových projektilů, chemikálií s nepříjemnou chutí nebo zvukových plašičů se snaží podmínit medvědy k tomu, aby si člověka spojovali s nepříjemnostmi, ale je neúčinné, pokud se medvědi již naučili pozitivně spojovat člověka s potravou. Takoví medvědi jsou přemisťováni nebo usmrcováni, protože představují pro člověka hrozbu. Vláda Britské Kolumbie každoročně usmrtí přibližně 50 problémových medvědů a celkově ročně utratí více než jeden milion dolarů na řešení stížností na medvědy, jejich přemístění nebo usmrcení. Medvěd, který v národním parku zabije člověka, může být usmrcen, aby se zabránilo jeho dalšímu útoku.
Obce v oblasti výskytu medvěda grizzlyho vytvořily osvětové programy, které mají pomoci předcházet konfliktům s baribaly i grizzlyi. Hlavním předpokladem těchto programů je naučit lidi hospodařit s potravinami, které medvědy přitahují. Bezpečné skladování odpadků, sklízení ovoce v době jeho zralosti, zajištění hospodářských zvířat za elektrickými ohradníky a skladování potravy pro domácí zvířata v uzavřených prostorách – to vše jsou opatření, která jsou v programech na zvyšování povědomí o medvědech podporována. Úspěšnost tohoto přístupu dokládá obec Revelstoke v Britské Kolumbii. Během deseti let, které předcházely rozvoji komunitního vzdělávacího programu v Revelstoke, bylo zlikvidováno 16 grizzlyů a dalších 107 bylo přemístěno mimo město. Vzdělávací program vedený organizací Revelstoke Bear Aware byl spuštěn v roce 1996. Od zahájení programu byly zlikvidováni pouze čtyři grizzlyové a pět jich bylo přemístěno.
Pro táborníky v končinách je běžným postupem zavěšování potravy mezi stromy ve výšce, kam medvědi nedosáhnou, ačkoli někteří grizzlyové mohou šplhat a dosáhnout na zavěšenou potravu i jinými způsoby. Alternativou k zavěšování potravy je použití medvědího kanystru.
Cestování ve skupinách po šesti a více lidech může výrazně snížit pravděpodobnost zranění způsobených medvědem při pěší turistice v krajině osídlené medvědy. Medvědi grizzly jsou obzvláště nebezpeční kvůli své síle skusu, která byla naměřena na více než 8 megapascalů (1160 psi). Odhaduje se, že kousnutí grizzlyho by mohlo rozdrtit i bowlingovou kouli.

### Pozorování medvědů

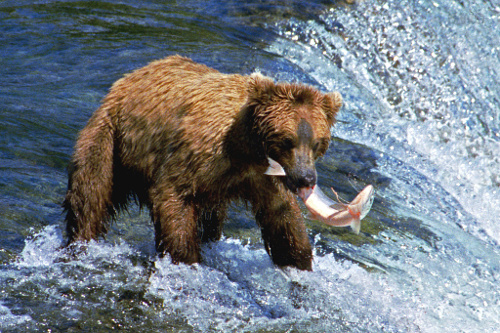
Medvěd s uloveným lososem u Brooks Falls

V posledních 20 letech zažívá ekoturistika na Aljašce velký rozmach. Mnoho lidí sice přijíždí na Aljašku medvědy lovit, ale většina z nich se sem na ně jezdí dívat a pozorovat jejich zvyky. Jedny z nejlepších možností pozorování medvědů na světě jsou v pobřežních oblastech Aljašského poloostrova, včetně národního parku a rezervace Lake Clark, národního parku a rezervace Katmai a státní myslivecké rezervace a útočiště McNeil River. Medvědi se zde shromažďují ve velkém počtu, aby hodovali na soustředěných zdrojích potravy, včetně ostřic ve slaniscích, škeblí v nedalekých wattech, lososů v povodích estuárů a bobulí na okolních svazích.
Národní park a rezervace Katmai je jedním z nejlepších míst pro pozorování medvědů hnědých. Počet medvědů v Katmai se odhaduje na 2 100. Park se nachází na Aljašském poloostrově asi 480 km jihozápadně od města Anchorage. V Brooks Camp existuje známé místo, kde lze grizzlyho pozorovat při lovu lososů z vyvýšené plošiny – lze jej dokonce sledovat online prostřednictvím kamery. V pobřežních oblastech parku, jako jsou Hallo Bay, Geographic Harbor, Swikshak Lagoon, American Creek, Big River, Kamishak River, Savonoski River, Moraine Creek, Funnel Creek, Battle Creek, Nantuk Creek, Kukak Bay a Kaflia Bay, lze pozorovat medvědy lovící ryby spolu s vlky, orly a vydrami. Pobřežní oblasti hostí po celý rok nejhustší populaci, protože je zde k dispozici větší množství potravy, ale Brooks Camp hostí největší populaci (100 medvědů).
Ve státní myslivecké rezervaci a útočišti McNeil River na řece McNeil se nachází největší koncentrace medvědů hnědých na světě. Odhaduje se, že během jednoho léta bylo u vodopádů identifikováno 144 jedinců, přičemž najednou jich bylo až 74. Častým jevem je 60 a více medvědů u vodopádů a není neobvyklé, že během jediného dne je u vodopádů k vidění 100 medvědů. Ve státní útočišti zvěře McNeil River, kde se nachází jezero Chenik a menší počet medvědů grizzly, je od roku 1995 zakázán lov grizzlyů. V celé oblast Katmai-McNeil je lov zakázán s výjimkou národní rezervace Katmai, kde probíhá regulovaný legální lov. Celkově se počet medvědů grizzly v oblasti Katmai-McNeil odhaduje na 2 500.
Admiralitní ostrov na jihovýchodě Aljašky byl pro první domorodce známý jako Xootsnoowú, což znamená „pevnost medvědů“, a je domovem nejhustší populace grizzlyů v Severní Americe. Na ostrově, který je sám o sobě dlouhý pouhých 140 km, žije odhadem 1600 grizzlyů. Jedním z míst, kde si lze medvědy grizzly na ostrově prohlédnout, je pravděpodobně Pack Creek ve státní přírodní rezervaci Stana Price. U potoka lze najednou pozorovat 20 až 30 grizzlyů a podobně jako v Brooks Campu mohou návštěvníci pozorovat medvědy z vyvýšené plošiny. Dalším místem, kde lze medvědy pozorovat, je ostrov Kodiak, odtud také jeho název. Odhaduje se, že na ostrově žije 3 500 medvědů grizzly, z toho 2 300 v národní přírodní rezervaci Kodiak. Za nejlepší místo k pozorování medvědů grizzly na ostrově Kodiak je považována řeka O'Malley. Na ostrově Kodiak se nachází i několik dalších míst, kde je možné medvědy grizzly pozorovat.

## Ochrana

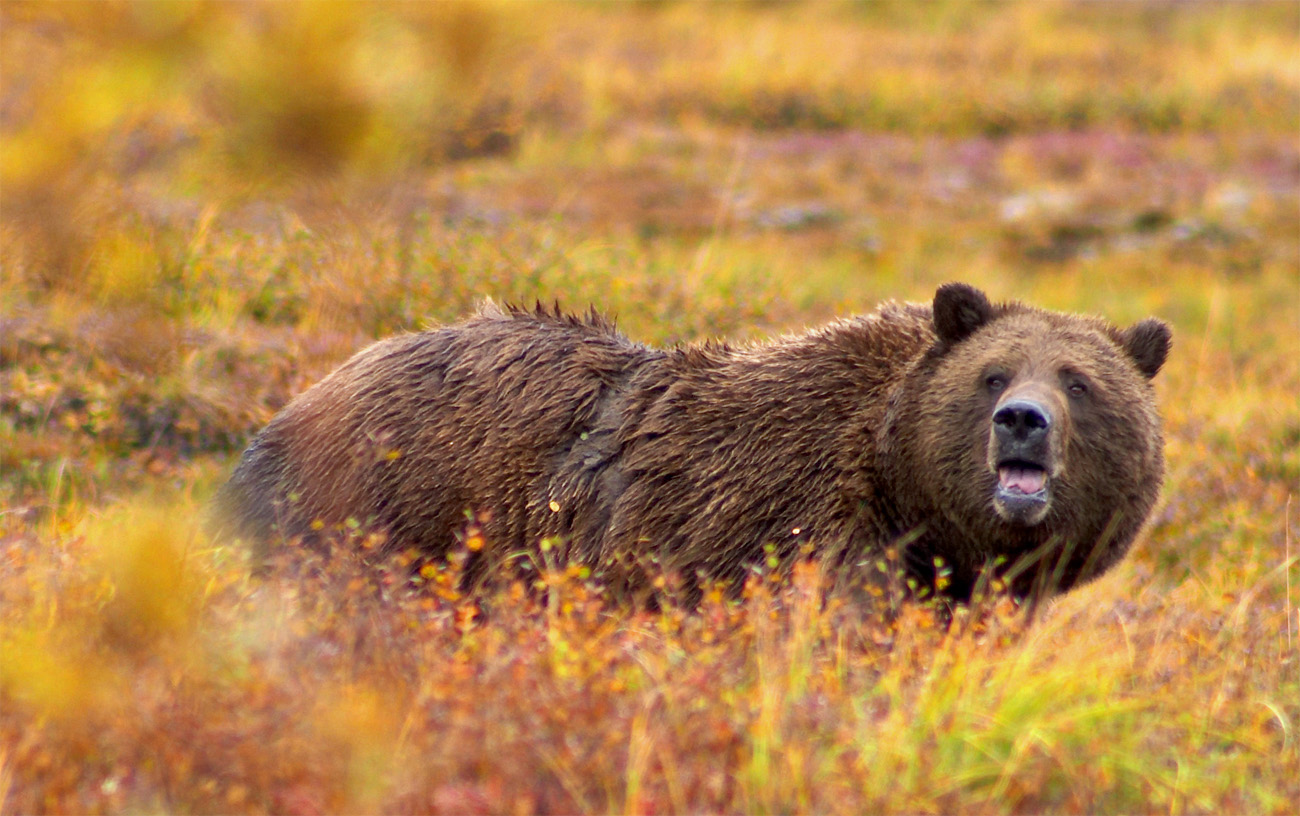
Grizzly v národním parku Denali

Medvěd grizzly je na seznamu ohrožených druhů v sousedících státech Spojených států amerických a je ohrožený v některých částech Kanady. V květnu 2002 kanadský zákon o ohrožených druzích zařadil prérijní populaci medvěda grizzlyho (vyskytující se v Albertě, Saskatchewanu a Manitobě) na seznam druhů vymýcených v Kanadě. Od roku 2002 je medvěd grizzly zařazen do registru COSEWIC jako zvláště ohrožený a podle U.S Fish and Wildlife Service je považován za ohroženého.
V rámci Spojených států amerických soustřeďuje U.S Fish and Wildlife Service své úsilí o obnovu medvědů grizzly v šesti oblastech obnovy. Jsou to Severní kontinentální rozvodí (Montana), Yellowstone (Montana, Wyoming a Idaho), Cabinet-Yaak (Montana a Idaho), Selway-Bitterroot (Montana a Idaho), Selkirk (Idaho a Washington) a Severní Kaskády (Washington). Početnost populace grizzlyho v těchto oblastech se odhaduje na 1 000 v Severním kontinentálním rozvodí, 1 000 v Yellowstonu, 40 v části Yaak a 15 v části Cabinet v Cabinet-Yaak (v severozápadní Montaně), 105 v oblasti Selkirk v Idahu, 10-20 v Severních Kaskádách a v současné době žádný v Selway-Bitterroot, i když zde byli pozorováni. Jedná se o odhady, protože medvědi do těchto oblastí přicházejí a zase je opouštějí. V oblastech obnovy, které sousedí s Kanadou, se medvědi také pohybují tam a zpět přes mezinárodní hranici.
U.S Fish and Wildlife Service tvrdí, že jsou oblasti Cabinet-Yaak a Selkirk propojeny přes Britskou Kolumbii, což je však sporné. Americké a kanadské národní parky, jako je národní park Banff, Yellowstone a Grand Teton a národní park Theodore Roosevelt, podléhají zákonům a nařízením na ochranu medvědů.

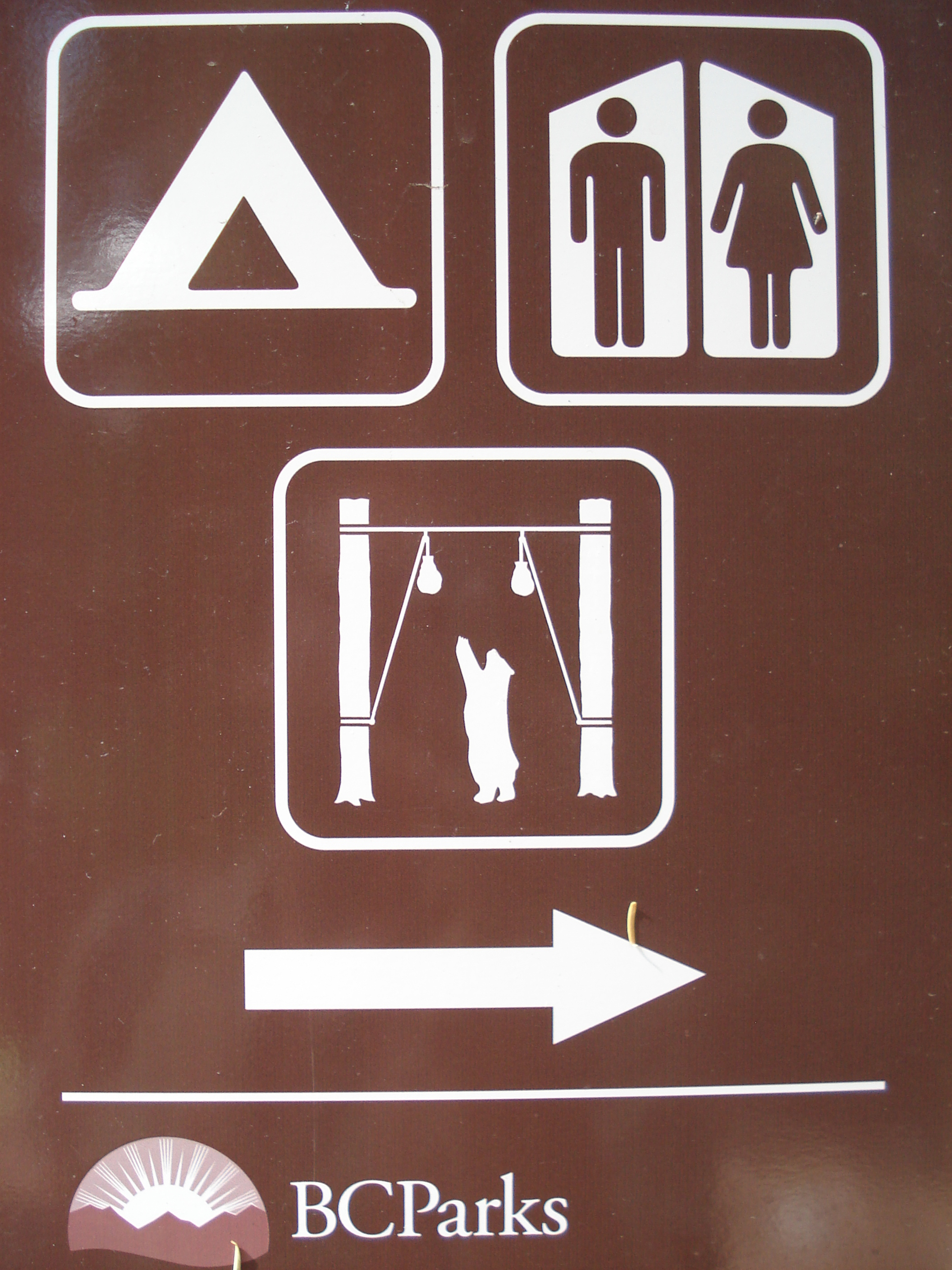
Cedule v britskokolumbijském parku varuje táborníky, aby potraviny, odpadky a toaletní potřeby zavěsili mimo dosah medvědů nebo použili zabezpečenou medvědí schránku.

9. ledna 2006 navrhl US Fish and Wildlife Service vyškrtnout yellowstonské grizzlye ze seznamu ohrožených a chráněných druhů. V březnu 2007 U.S. Fish and Wildlife Service „vyškrtl“ populaci ze seznamu, čímž fakticky zrušil ochranu grizzlyů v oblasti Yellowstonského národního parku podle zákona o ohrožených druzích. Několik ekologických organizací, včetně NRDC, podalo na federální vládu žalobu na opětovné zařazení medvěda grizzlyho na seznam. Dne 22. září 2009 soudce Donald W. Molloy ochranu obnovil z důvodu úbytku borovice bělokmenné, jejíž ořechy jsou pro medvědy důležitým zdrojem potravy. Začátkem března 2016 navrhl U.S. Fish and Wildlife Service zrušit ochranu medvědů grizzly v Yellowstonském národním parku a jeho okolí podle zákona o ohrožených druzích. Počet medvědů se zvýšil ze 136 v roce 1975 na odhadovaných 700 v roce 2017 a v červnu 2017 byl ze seznamu „vyřazen“. Tvrdilo se, že se populace dostatečně zotavila z hrozby vyhynutí, avšak četné ochranářské a kmenové organizace argumentovaly, že populace grizzlyů zůstává geneticky zranitelná. Úspěšně zažalovaly administrativu (Crow Tribe et al. v. Zinke) a 30. července 2019 byl yellowstonský grizzly oficiálně vrácen pod federální ochranu.
V kanadské Albertě intenzivní studie DNA zachycených chomáčů srsti v roce 2000 ukázaly, že populace grizzlyho roste rychleji, než se dříve předpokládalo, a organizace Alberta Sustainable Resource Development vypočítala počet medvědů na 841. V roce 2002 Výbor pro ochranu ohrožených druhů doporučil, aby byla populace medvěda grizzlyho v Albertě označena za ohroženou, a to kvůli nedávným odhadům míry úmrtnosti medvědů grizzly, které naznačovaly, že populace klesá. Plán obnovy vydaný provinční vládou v březnu 2008 naznačil, že populace grizzlyů je nižší, než se dříve předpokládalo. V roce 2010 provinční vláda oficiálně zařadila populaci čítající přibližně 700 grizzlyů jako „zranitelnou“.
Organizace Environment Canada považuje medvěda grizzlyho za druh „zvláštního zájmu“, protože je obzvláště citlivý na lidskou činnost a přírodní hrozby. V Albertě a Britské Kolumbii je tento druh považován za náchylný k ohrožený. V roce 2008 se odhadovalo, že populace medvěda grizzlyho v Britské Kolumbii čítá 16 014 jedinců, což bylo méně, než se odhadovalo dříve, vzhledem k upřesnění populačního modelu.

### Snahy o ochranu druhu

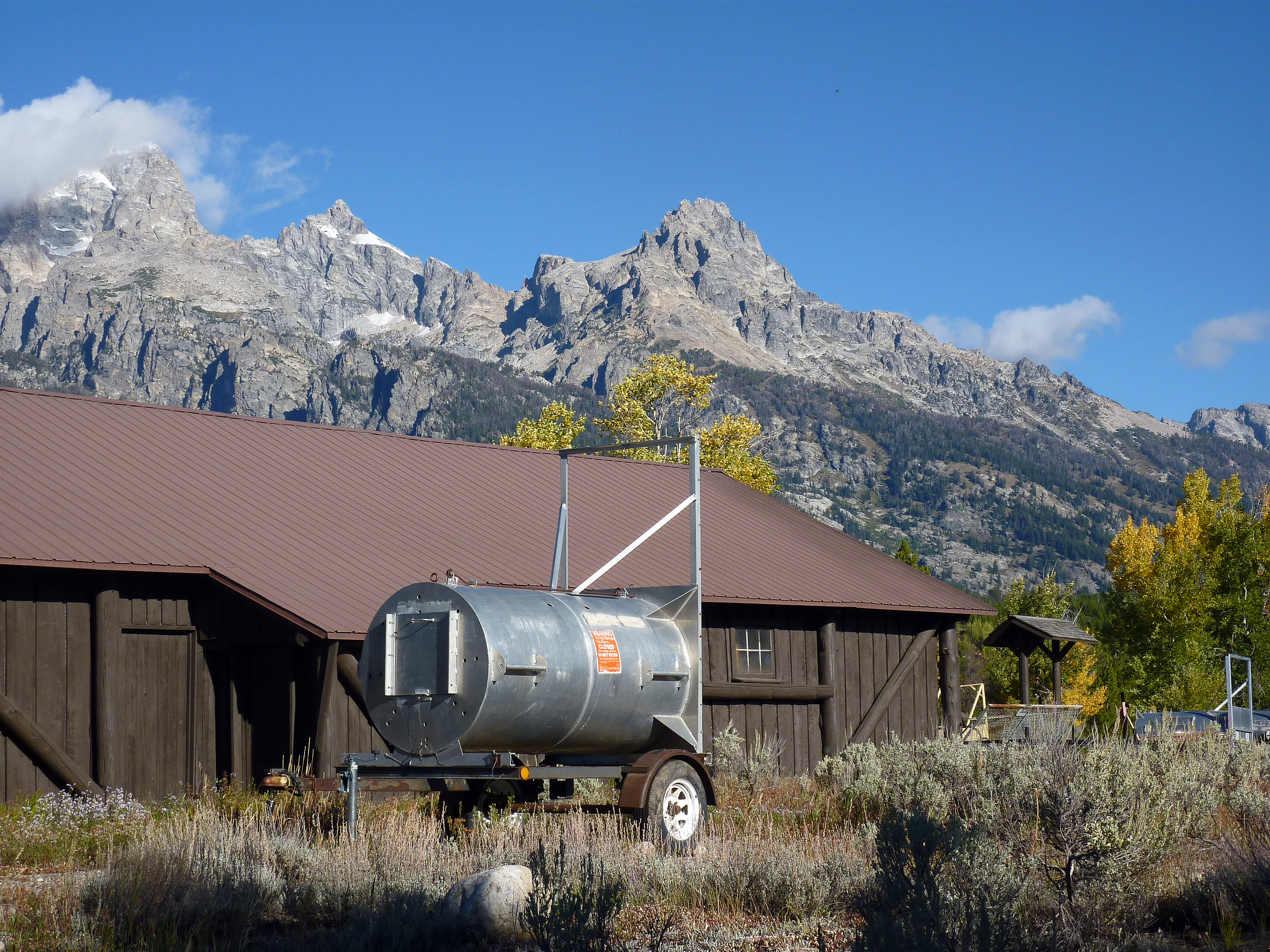
Bubnová, nebo také sudová past, která se používá k bezpečnému přemísťování medvědů, vedle budovy v národním parku Grand Teton ve Wyomingu, USA.

V posledních desetiletích, kdy se početnost populace dramaticky snížila, se snahy o ochranu grizzlyů stávají stále důležitější investicí. Zakládání parků a chráněných území je jedním z hlavních cílů, které se v současné době řeší, aby se pomohlo obnovit nízký stav populace medvěda grizzlyho v Britské Kolumbii. Jedním z příkladů těchto snah je rezervace pro medvědy grizzly Khutzeymateen, která se nachází na severním pobřeží Britské Kolumbie; na prostranství o rozloze 44 300 ha ji tvoří klíčové biotopy tohoto ohroženého druhu. Regulace, jako je omezený přístup veřejnosti a také přísná politika zákazu lovu, umožnily této lokalitě stát se bezpečným útočištěm pro místní grizzlye v oblasti. Při výběru lokality parku zaměřeného na ochranu medvěda grizzlyho se zvažují faktory, jako je kvalita biotopu a propojení s dalšími částmi biotopu.
Útočiště pro ohroženou zvěř nacházející se na hoře Grouse Mountain ve Vancouveru je příkladem jiného typu snahy o ochranu ubývající populace medvěda grizzlyho. Útočiště je terén o rozloze dvou hektarů, který od roku 2001 funguje jako domov pro dva osiřelé medvědy grizzly. Účelem tohoto útočiště je zajistit informovanost a vzdělanost veřejnosti o medvědech grizzly a také poskytnout prostor pro výzkum a pozorování tohoto odlehlého druhu.

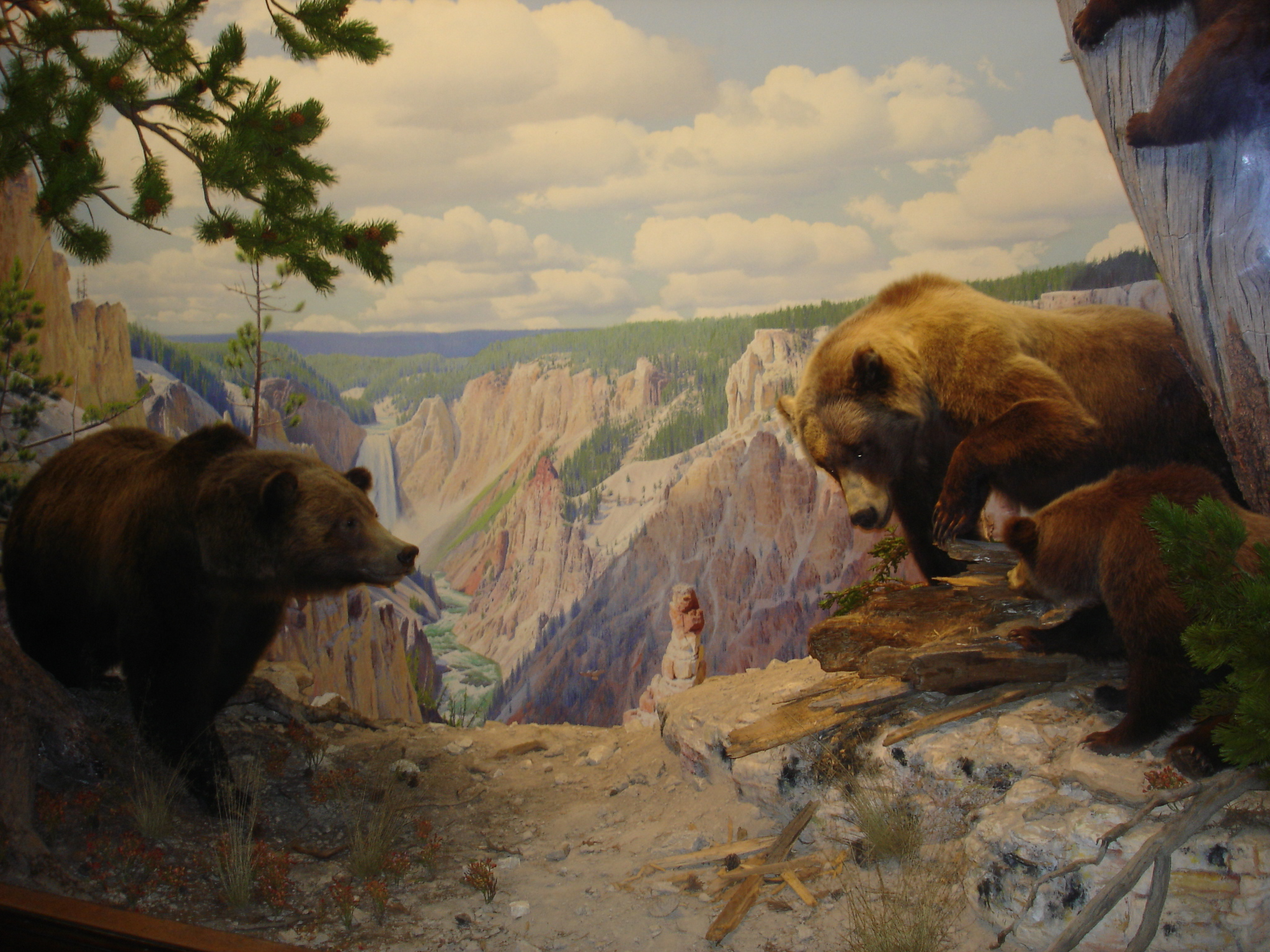
Vypreparované exempláře v Americkém přírodovědném muzeu

Dalším faktorem, který se v současné době bere v úvahu při navrhování plánů ochrany pro budoucí generace, jsou antropogenní bariéry v podobě městské zástavby a silnic. Tyto prvky působí jako překážky, způsobují fragmentaci zbývajícího životního prostředí populace medvěda grizzlyho a brání toku genů mezi subpopulacemi (například v Národním parku Banff). To následně způsobuje pokles genetické diverzity, a tím se snižuje celková zdatnost celé populace. Vzhledem k těmto problémům plány na ochranu přírody často zahrnují migrační koridory v podobě dlouhých pásů „parkového lesa“, které spojují méně zastavěné oblasti, nebo v podobě tunelů a nadchodů nad frekventovanými silnicemi. Pomocí sledování GPS obojky mohou vědci zkoumat, zda tyto snahy skutečně pozitivně přispívají k řešení problému. Dosud bylo zjištěno, že většina koridorů je využívána jen zřídka, a tak v současné době dochází ke genetické izolaci, což může mít za následek příbuzenské křížení, a tedy zvýšenou frekvenci škodlivých genů v důsledku genetického driftu. Současné údaje naznačují, že samice medvěda grizzlyho využívají tyto koridory nepoměrně méně často než samci, což může bránit přístupu k partnerům a snižovat počet potomků.
Ve Spojených státech amerických se od roku 1982 vyvíjí celostátní úsilí o plán obnovy medvědů grizzly. Mnoho úsilí bylo vynaloženo prostřednictvím snah různých organizací o vzdělávání veřejnosti v oblasti bezpečnosti medvědů grizzly, jejich zvyků a různých způsobů, jak omezit konflikt mezi člověkem a medvědem. Meziresortní výbor pro obnovu medvědů grizzly je jednou z mnoha organizací, které se zasazují o obnovu medvědů grizzly v dolních 48 státech. V dolních 48 státech existuje pět zón obnovy medvědů grizzly včetně ekosystému Severních Kaskád ve státě Washington. Správa národních parků a organizace U.S. Fish and Wildlife zahájily proces posuzování vlivu na životní prostředí, který začal na podzim roku 2014, aby zahájily proces obnovy medvědů grizzly v oblasti Severních Kaskád. Konečný plán a prohlášení o dopadu na životní prostředí byly vydány na jaře 2017 s tím, že následovat bude záznam o rozhodnutí. V roce 2017 Trumpova administrativa zbavila parky předchozích předpisů, které chránily volně žijící živočichy, čímž ohrozila druhy, jako je medvěd grizzly. Konkrétně byla zrušena federální ochrana medvěda grizzlyho v Yellowstonských národních parcích. Předpisy, které chránily medvědy před lovem společně s pravidly správy parků (konkrétně na území parků na Aljašce), byly ministerstvem vnitra přehodnoceny. Sdružení pro ochranu národních parků (NPCA) podporuje možnosti lovu v národních rezervacích se zdravým rozumem. Hospodaření státu Aljaška s divokou zvěří však vede k zabíjení většího počtu medvědů, což zvyšuje populaci losů a karibu. Nárůst počtu losů a karibu působí ve prospěch sportovních lovců. Theresa Pierno, prezidentka a generální ředitelka National Parks Conservation Association, prohlásila: „Žaloba státu Aljaška proti správě parků a Fish and Wildlife Service se snaží zvrátit předpis odpovídající zdravému rozumu, který prošel důkladným a transparentním veřejným procesem. Více než 70 000 Američanů řeklo 'ne' vábení medvědů koblihami napuštěnými tukem v národním parku a rezervaci Denali. Veřejnost měla pravdu, když chtěla zabránit sportovním lovcům, aby lezli do medvědích brlohů a pomocí svítilen budili a zabíjeli medvědí matky a jejich mláďata. Snaha státu zlikvidovat výsledky tohoto veřejného procesu ohrožuje správu federálních veřejných území, která patří všem Američanům.“.
V tiskové zprávě z 3. října 2022 se uvádí, že se federální okresní soud se sídlem na Aljašce vrátí k přezkoumání předpisu Správy národních parků týkajícího se loveckých praktik, včetně vábení medvědů. Rozhodnutí ministerstva vnitra a Správy parků umožňuje, aby zákon zůstal v platnosti, zatímco se budou provádět revize.